# Ludwig II. (Bayern)

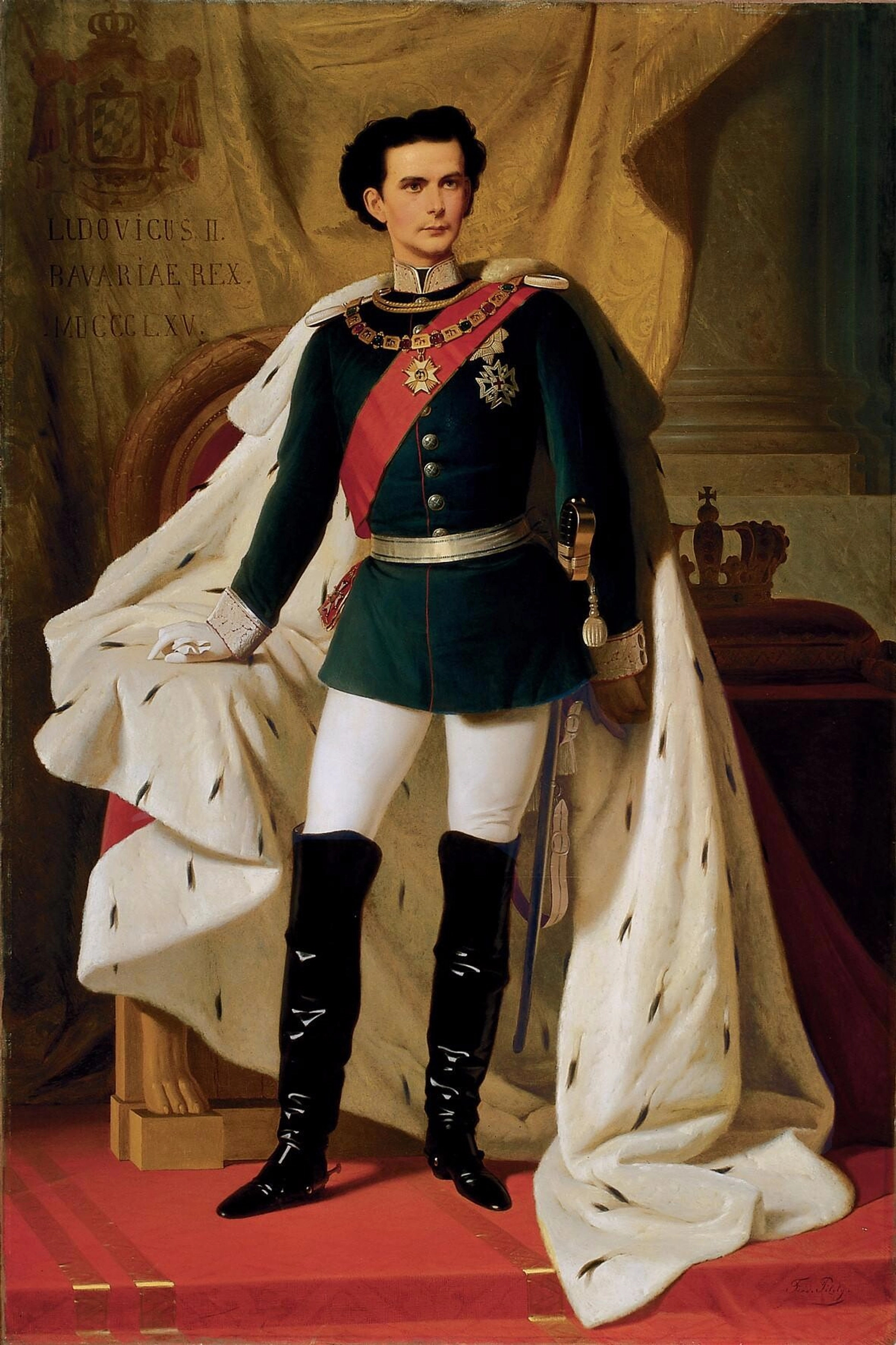
König Ludwig II. in der Uniform eines bayerischen Generalfeldmarschalls mit Krönungsmantel, Collane und Bruststern des Hubertusordens sowie dem Bruststern des Hausritterordens vom Heiligen Georg, Gemälde von Ferdinand Piloty, 1865. Ludwig II. ist der einzige regierende bayerische Monarch, von dem kein Gemälde im vollständigen Krönungsornat angefertigt worden ist. Wie auch die übrigen bayerischen Könige wurde er nicht gekrönt, Thron und Krone sind auf dem Bild nur symbolhaft im Hintergrund zu sehen.

Ludwig II. Otto Friedrich Wilhelm von Bayern (* 25. August 1845 auf Schloss Nymphenburg, Nymphenburg, heute München; † 13. Juni 1886 im Starnberger See (damals Würmsee) bei Schloss Berg), aus dem Haus Wittelsbach stammend, war vom 10. März 1864 bis zu seinem Tod König von Bayern. Nach seiner Entmündigung am 9. Juni 1886 übernahm sein Onkel Luitpold als Prinzregent die Regierungsgeschäfte im Königreich Bayern, da Ludwigs jüngerer Bruder Otto wegen einer Geisteskrankheit regierungsunfähig war.
Ludwig II. hat sich in der Geschichte Bayerns als leidenschaftlicher Schlossbauherr, vor allem der Schlösser Neuschwanstein, Herrenchiemsee und Linderhof, ein Denkmal gesetzt; er wird auch als Märchenkönig bezeichnet. Mit seinem Namen untrennbar verbunden ist auch die großzügige Förderung Richard Wagners. Während Ludwigs Regentschaft verlor Bayern mit seinen Verbündeten 1866 den Deutschen Krieg und vollzog 1870/71 den Eintritt in das Deutsche Reich.

## Herkunft und Kindheit

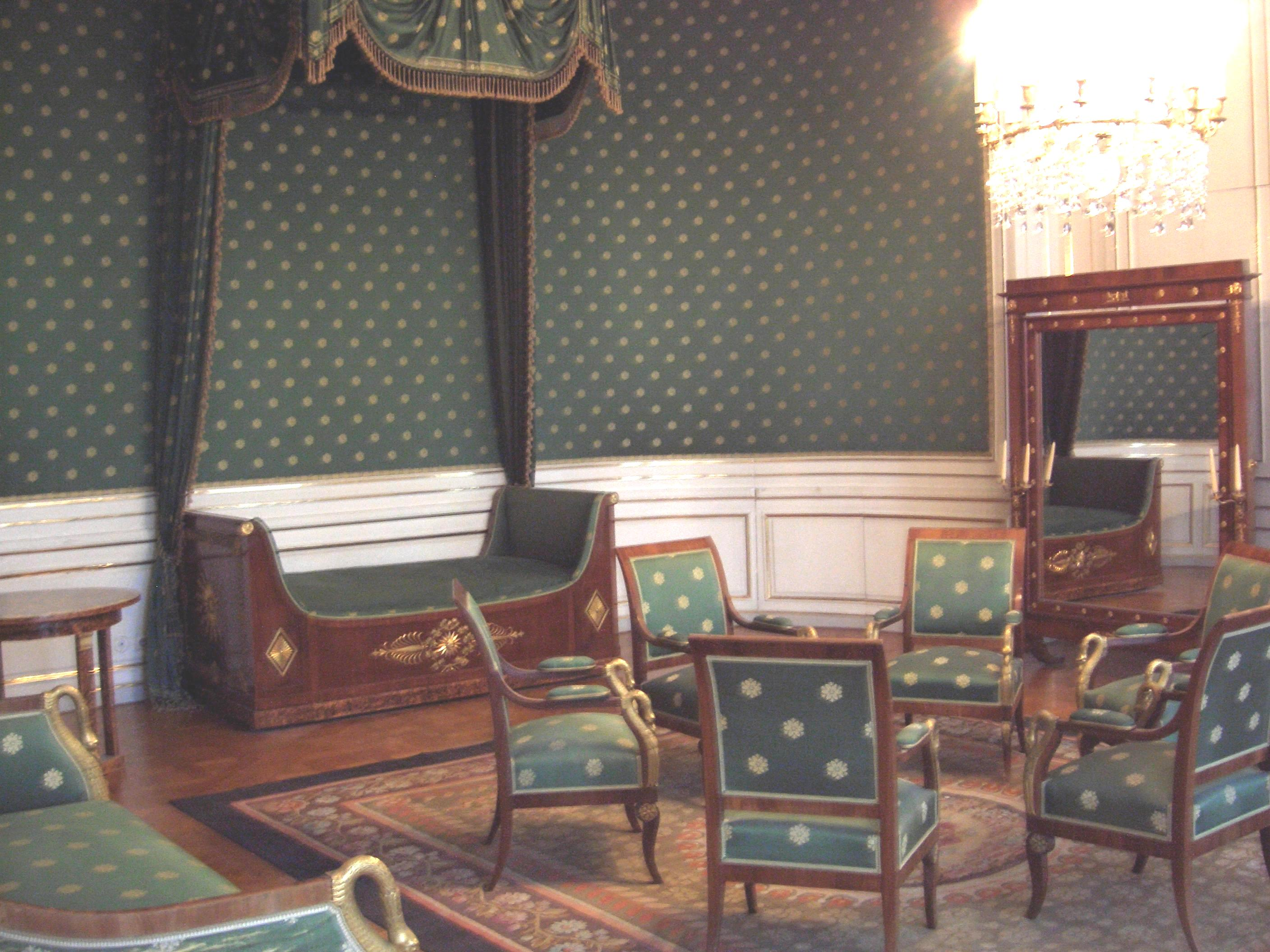
Ludwigs Geburtszimmer im Schloss Nymphenburg

Ludwig II. von Bayern wurde am 25. August 1845 um 0:30 Uhr in Schloss Nymphenburg bei München als ältester Sohn des Kronprinzen Maximilian und der Kronprinzessin Marie geboren. Nach einer These von Rudolf Reiser seien die beiden Söhne von König Maximilian II. in Wirklichkeit von Giuseppe Tambosi gezeugt worden.
Er wurde auf den Namen Otto Friedrich Wilhelm Ludwig getauft, Rufname sollte jedoch auf Drängen des gleichnamigen Großvaters, der ebenfalls an einem 25. August geboren worden war, „Ludwig“ sein; zudem ist der 25. August gleichzeitig auch der Namenstag des Hl. Ludwig von Frankreich. Ludwig I., dessen Taufpate wiederum Ludwig XVI. von Frankreich gewesen war, wurde Taufpate des Neugeborenen, wodurch für Ludwig II. später eine „Taufpatengenealogie“ zum französischen Königshaus hergestellt war. Diese spielte bei Ludwigs Frankophilie (in Bezug auf die Zeit vor der Französischen Revolution), die sich vor allem in seiner tiefen Verehrung Ludwigs XIV. und in den Schlossbauten Linderhof und Herrenchiemsee zeigte, eine zentrale Rolle. Nach der Geburt wurde der Säugling einer Amme, einer unbekannten Bäuerin aus Miesbach, übergeben. Zunächst entwickelte sich Ludwig gut. Im Frühjahr 1846, als Ludwig etwa acht Monate alt war, starb die Amme unerwartet; der Junge musste von heute auf morgen abgestillt werden. Er verfiel zusehends und bekam Fieber. Man befürchtete zeitweilig seinen baldigen Tod; Ludwig erholte sich aber wieder.
Im Juli 1846 wurde Ludwig Sibylle Meilhaus übergeben, die bis zu seinem 7. Geburtstag seine Erzieherin blieb. Zu ihr entwickelte er eine innige Beziehung, die lebenslang hielt und nach ihrer Heirat mit Baron von Leonrod im Briefwechsel fortgeführt wurde. 1848 wurde Ludwigs Bruder Otto geboren. Die Brüder verbrachten ihre Kindheit und Jugend vor allem auf Schloss Hohenschwangau, in der Umgebung ihrer Erzieher. In dem Schloss kam Ludwig frühzeitig mit der Sagenwelt des Mittelalters in Berührung, die dort in zahlreichen Wandgemälden und -behängen dargestellt ist. Die Mutter war eine begeisterte Bergsteigerin und nahm ihre Söhne oft zu Wanderungen in der Umgebung mit.
Nachdem sein Großvater, König Ludwig I. von Bayern, 1848 abgedankt hatte, wurde sein Vater Maximilian König und Ludwig Kronprinz.

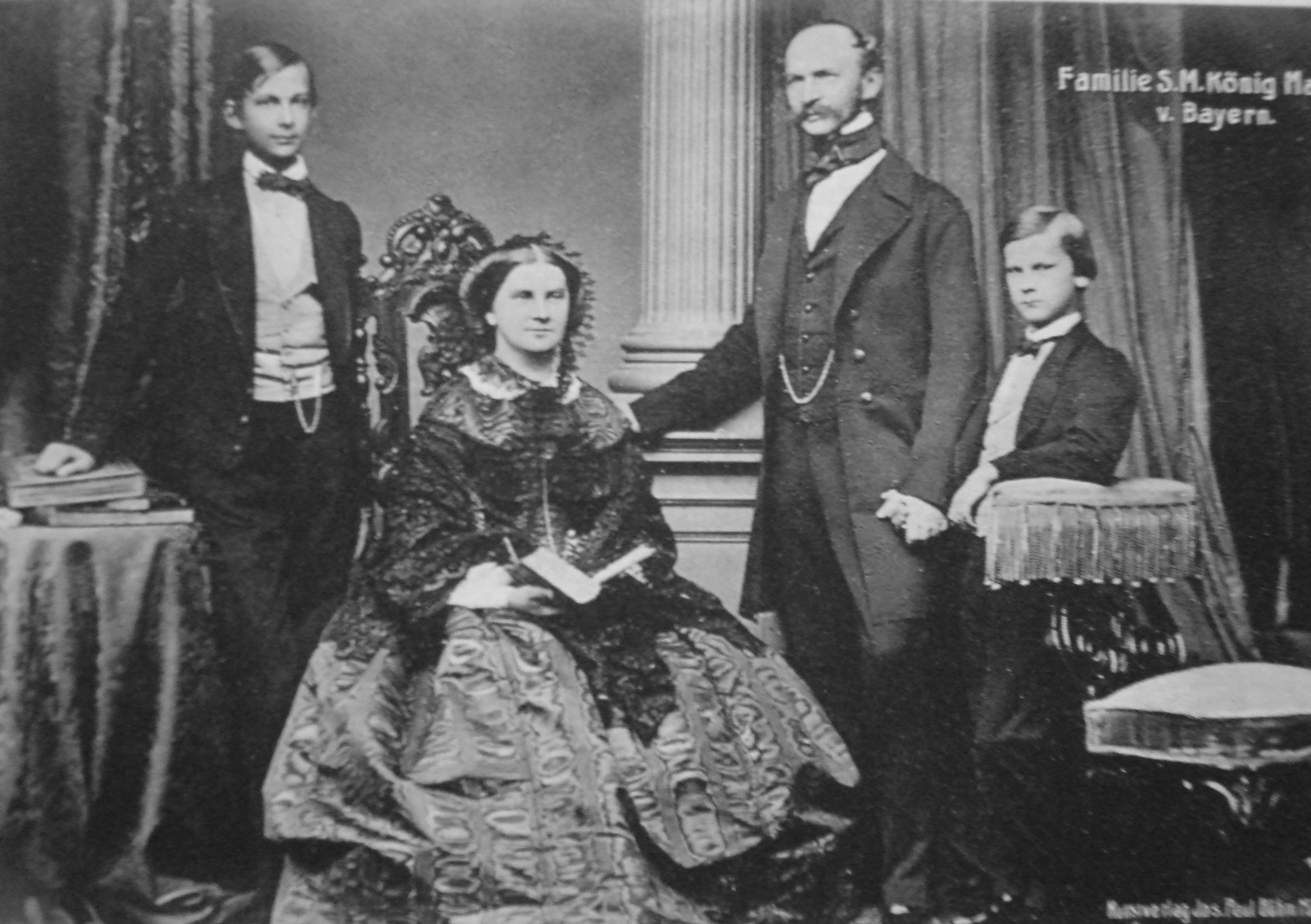
Ludwig mit seinen Eltern und dem Bruder Otto (ca. 1860)

Die Beziehung zu den Eltern war zumindest väterlicherseits von Distanz bestimmt. Sein Vater Max sah eine von Strenge geprägte Erziehung vor, die auch Strafe und Züchtigung vorsah, Marie hingegen versorgte ihren Sohn selbst, soweit es ihr die vielfältigen Repräsentationspflichten ermöglichten. Waren die Eltern abwesend, schrieb die Mutter regelmäßig Briefe an ihr Kind und erstand auf ihren Reisen viele Spielsachen für den kleinen Prinzen. Schon früh zeigte sich Ludwigs Liebe zur Literatur und Baukunst. Er spielte besonders gern mit Bausteinen und baute damit Kirchen, Klöster und dergleichen. Sein Großvater Ludwig I. förderte ihn dabei und schenkte ihm 1852 einen Bausatz vom Münchner Siegestor. Ab Mai 1854 waren Generalmajor Graf Theodor Basselet von La Rosée, Baron Emil von Wulffen und für diesen später Major Karl Maximilian von Orff als Erzieher zuständig. Der Generalmajor förderte auch Ludwigs Hang zu Selbstverherrlichung und Hochmut. Die Prinzen erhielten Unterricht von Hauslehrern. Wie aus der Erinnerung von Franz von Pfistermeister, dem langjährigen Kabinettssekretär, hervorgeht, bereitete es König Maximilian viel Mühe, seinen älteren Sohn zu seinem Morgenspaziergang mitzunehmen. Er tat es nur einige Male, denn er wusste nicht, „worüber er sich mit ihm unterreden“ sollte. Die unterkühlte Vater-Sohn-Beziehung unterstrich Ludwig noch als 30-Jähriger durch Bemerkungen in einem Brief an den Kronprinzen Rudolf von Österreich-Ungarn: „Stets hat mich mein Vater de haut en bas [von oben herab] behandelt, höchstens en passant [im Vorbeigehen] einiger gnädiger kalter Worte gewürdigt“.

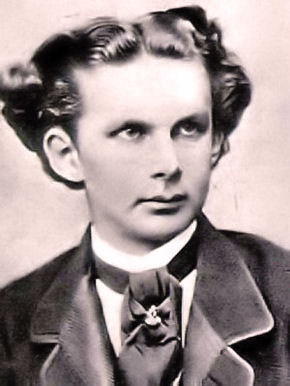
Ludwig 1864

Ihre Sommerferien verbrachten die Prinzen zwischen 1853 und 1863 oft in der eigens für ihren Vater errichteten Königlichen Villa in Berchtesgaden, im September 1863 mit dem Fürstensohn Paul von Thurn und Taxis, mit dem Ludwig eine innige Freundschaft einging. Seit Ende des 19. Jahrhunderts wird ein Vorfall im Park der Königlichen Villa kolportiert, der Ludwig II. ab 1857 eine heftige Abneigung gegen Berchtesgaden fassen ließ und ihn nach dem Tod des Vaters (1864) für lange Zeit von weiteren Besuchen der Villa abhielt.
1861 erlebte Ludwig zum ersten Mal Richard Wagners Opern Tannhäuser und Lohengrin. Bereits im Alter von zwölf Jahren vertiefte er sich besonders gern in Prosa-Schriften von Richard Wagner. Auch mit Werken von Friedrich Schiller, z. B. mit dem Drama Wilhelm Tell, identifizierte Ludwig sich frühzeitig.
1863 fand in Schloss Nymphenburg das einzige Treffen zwischen Ludwig und Otto von Bismarck statt, der ihm in lebenslanger Brieffreundschaft verbunden blieb.

## König von Bayern

### Thronbesteigung

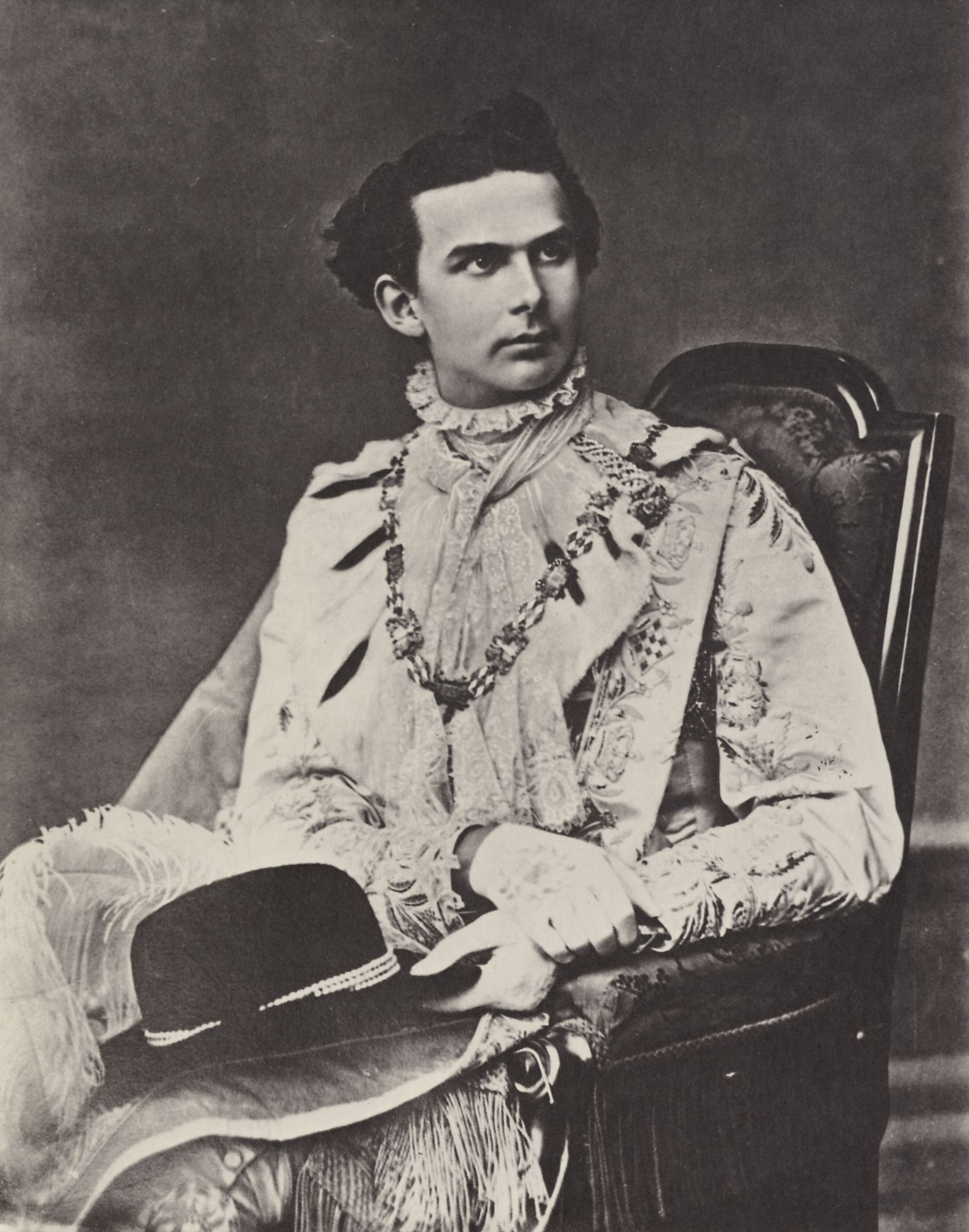
Ludwig II. im Ornat des Großmeisters des Hausritterordens vom Heiligen Georg (1866)

Ludwigs Vater Maximilian starb nach kurzer Krankheit am 10. März 1864; Ludwig wurde am selben Tag im Alter von 18 Jahren als Ludwig II. zum König von Bayern proklamiert („Ludwig, von Gottes Gnaden König von Bayern, Pfalzgraf bey Rhein, Herzog von Bayern, Franken und in Schwaben“). Am 11. März um 10 Uhr leistete er im Sitzungssaal der Staatsratszimmer seinen Eid auf die bayerische Verfassung. Bei den Trauerfeiern für Maximilian am 14. März sah man den neuen König erstmals in der Öffentlichkeit. Mit seinen 1,93 m war Ludwig, zumal für die damalige Zeit, außerordentlich großgewachsen.
Durch den unerwarteten Tod seines Vaters kam Ludwig, der gerade die ersten Vorlesungen an der Universität besuchte, völlig unvorbereitet in sein Amt. Zudem hatte der Deutsch-Dänische Krieg begonnen, von dem sich Bayern noch fernhielt. Zum Vorsitzenden im Ministerrat ernannte der König Ende 1864 wieder Ludwig von der Pfordten, der bereits zeitweise unter Ludwigs Vater diese Position innegehabt hatte.
Im Sommer 1864 begab sich die Zarin Marija Alexandrowna nach Bad Kissingen, wo die erste persönliche Begegnung mit Ludwig II. stattfand. Es folgte ein weiterer Besuch Ludwigs in Bad Schwalbach, wo sich die Zarin zu einer Nachkur aufhielt. Daraus resultierte ein Briefwechsel der beiden Monarchen, der ein Jahr lang andauerte. Wohl wegen einer Verschlimmerung ihrer Krankheit brach der Kontakt aber wieder ab.

### Förderung Richard Wagners

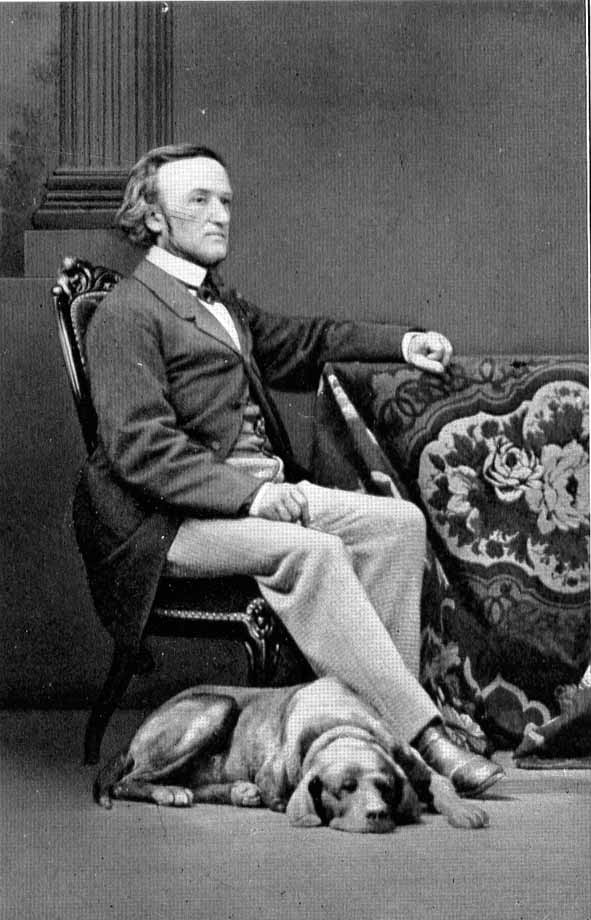
Richard Wagner 1865 in München

Von Anfang an engagierte sich Ludwig für die Förderung der Kultur; insbesondere unterstützte er den Komponisten Richard Wagner, den er am 4. Mai 1864 erstmals persönlich traf. Der König stellte ihm in der Brienner Straße in München ein Haus zur Verfügung. Zwischen 1864 und 1865 ließ er dem verschuldeten Wagner 170.000 Gulden zukommen. Er finanzierte damit unter anderem dessen Musikdrama Der Ring des Nibelungen. Die enge Freundschaft zwischen dem König und Wagner blieb zunächst bestehen, allerdings hielt Ludwig von Wagners Antisemitismus wenig und verwahrte sich gegen dessen Überzeugungsversuche. Vor der Uraufführung des Parsifal stellte Ludwig Wagner das Münchner Hofopernorchester nur unter der Bedingung zur Verfügung, dass Hermann Levi dirigierte – auch ohne dessen von Wagner geforderte Taufe. 1869 und erneut 1882 erhob er Angehörige der jüdischen Münchner Bankiersfamilie von Hirsch in den Freiherrenstand. Ebenfalls 1882 sorgte Ludwig dafür, dass zentral gegenüber der Münchner Maxburg ein Grundstück für den Neubau einer Hauptsynagoge zur Verfügung gestellt wurde.
Ludwigs Verehrung von Wagners Musik und Person trug extrem schwärmerische Züge und grenzte an einen Kult. Davon zeugt der exaltierte und stark homoerotisch gefärbte Briefwechsel zwischen König und Komponist. So schrieb Ludwig II. an Wagner, als dieser nach längerer Abwesenheit im März 1867 wieder nach München kam:

„Einzig geliebter Freund! mein Erlöser! mein Gott! Ich juble vor himmlischem Entzücken, ich rase vor Wonne; ... – O, nun bin ich glücklich, nicht mehr verlassen in trostloser Öde, da ich den einzigen in meiner Nähe weiß; o, bleiben sie nun da, Angebeteter, für den einzig ich lebe, mit dem ich sterbe. O Tag des Heiles! Wonnezeit. In ewiger Liebe, in unerschütterlicher Treue Ihr Eigen

Ludwig“

Wagner ließ sich darauf ein, verfasste selber Briefe in einem Stil, der an seine Musikdramen erinnert, und nannte den König: „... mein geliebtester Holder, mein trautester Freund, mein angebeteter Hort und Herr ...“.
Ludwig plante mit Wagner den Bau eines großen Festspielhauses an der Isar, das Wagners Freund Gottfried Semper errichten sollte. Wagners finanzielle Forderungen wurden immer umfangreicher und als er begann, sich auch in die Politik einzumischen, löste dies Proteste von Presse und Regierung aus. Wagner wurde seine Verschwendungssucht vorgehalten, ferner seine außereheliche Beziehung mit Cosima von Bülow und die Geburt ihrer Tochter Isolde im April 1865. Im Dezember 1865 musste sich Ludwig II. dem Widerstand der Staatsregierung, der Münchner Bürger und seiner eigenen Familie beugen und den unbeliebten Wagner auffordern, Bayern zu verlassen. Anders als die Könige vor ihm konnte Ludwig große stadtbildende Bauvorhaben in der Hauptstadt nicht mehr durchsetzen, was dazu beigetragen hat, dass der König sich bald enttäuscht von München abwandte.
Wagner mietete das bei Luzern gelegene Landhaus Tribschen, für das Ludwig die Miete bezahlte. Er nahm dort seine unterbrochene Kompositionsarbeit an den Meistersingern wieder auf. Am 22. Mai 1866 erhielt er überraschenden Besuch von König Ludwig und dessen Flügeladjutanten Paul von Thurn und Taxis. Angesichts des drohenden deutsch-deutschen Krieges wollte Ludwig als König abdanken und sich in die Nähe Richard Wagners zurückziehen. Mit Hilfe Pauls, der anschließend mehrfach inkognito nach Tribschen reiste, konnte der König jedoch überzeugt werden, nach München zurückzukehren und von seiner Rücktrittsabsicht Abstand zu nehmen.

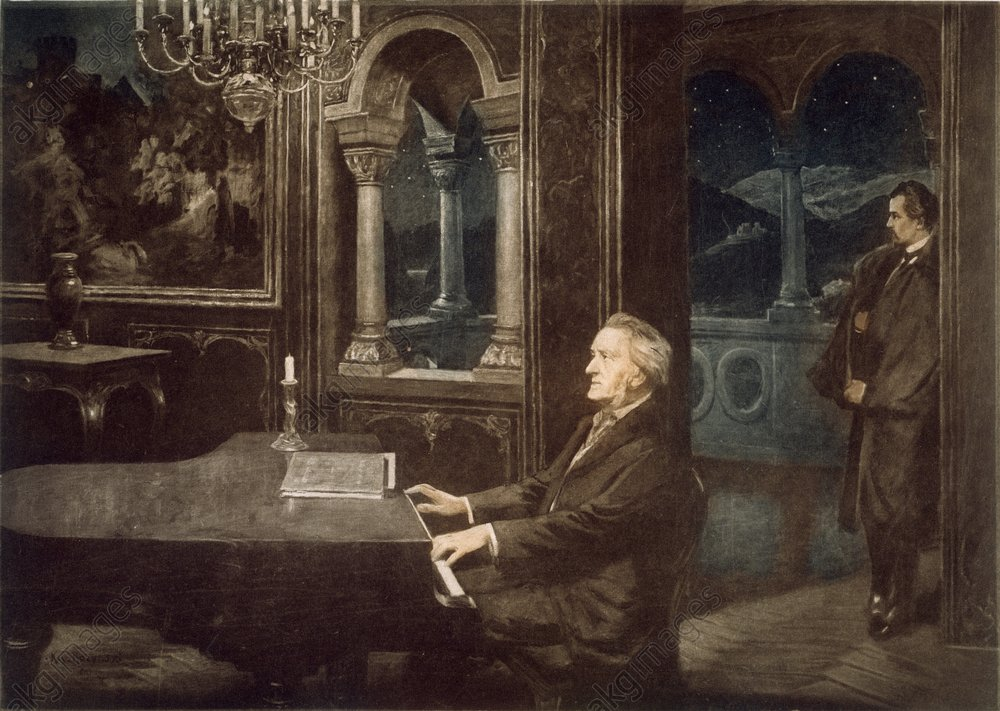
Wagner und Ludwig II. (Gemälde von Kurt von Rozynski, 1890)

Doch Ludwig förderte Wagner auch weiterhin. Die Wagner-Opern Tristan und Isolde (10. Juni 1865), Die Meistersinger von Nürnberg (21. Juni 1868), Das Rheingold (22. September 1869) und Die Walküre (26. Juni 1870) erlebten im Bayerischen Nationaltheater ihre Uraufführung. Seit 1872 ließ Ludwig sich dort vollständige Wagner-Opern ohne Publikum vorführen. Später finanzierte er auch das Richard-Wagner-Festspielhaus in Bayreuth, das am 13. August 1876 mit dem Rheingold eröffnet wurde, womit die erste zyklische Aufführung des Ring des Nibelungen begann. Ludwig wohnte nur der Generalprobe bei, nicht aber der Premiere, zu welcher der Kaiser und zahlreiche Würdenträger anreisten. Zu den nächsten Festspielen 1882 mit der Uraufführung des Parsifal kam der menschenscheue König jedoch nicht mehr.
Dass Königin Marie die Begeisterung ihres Sohnes für Wagner keineswegs teilte, trug zu ihrer Entfremdung bei; anders als Ludwig war sie aber sehr gesellig und ihr munteres Geplauder missfiel ihm. Der König mied sie zunehmend. An seinem Bruder Otto hing er jedoch und sorgte sich stets um dessen Gesundheitszustand. Anderen Verwandten wie seinem Cousin Ludwig, dem späteren Ludwig III., der um ein halbes Jahr älter war, verübelte der junge Monarch ihren zu wenig ehrerbietigen und „respektlosen“ Umgang. Bei Wagner jedoch suchte er in allen Lebenslagen und auch in politischen Fragen um Rat.

### Krieg gegen Preußen

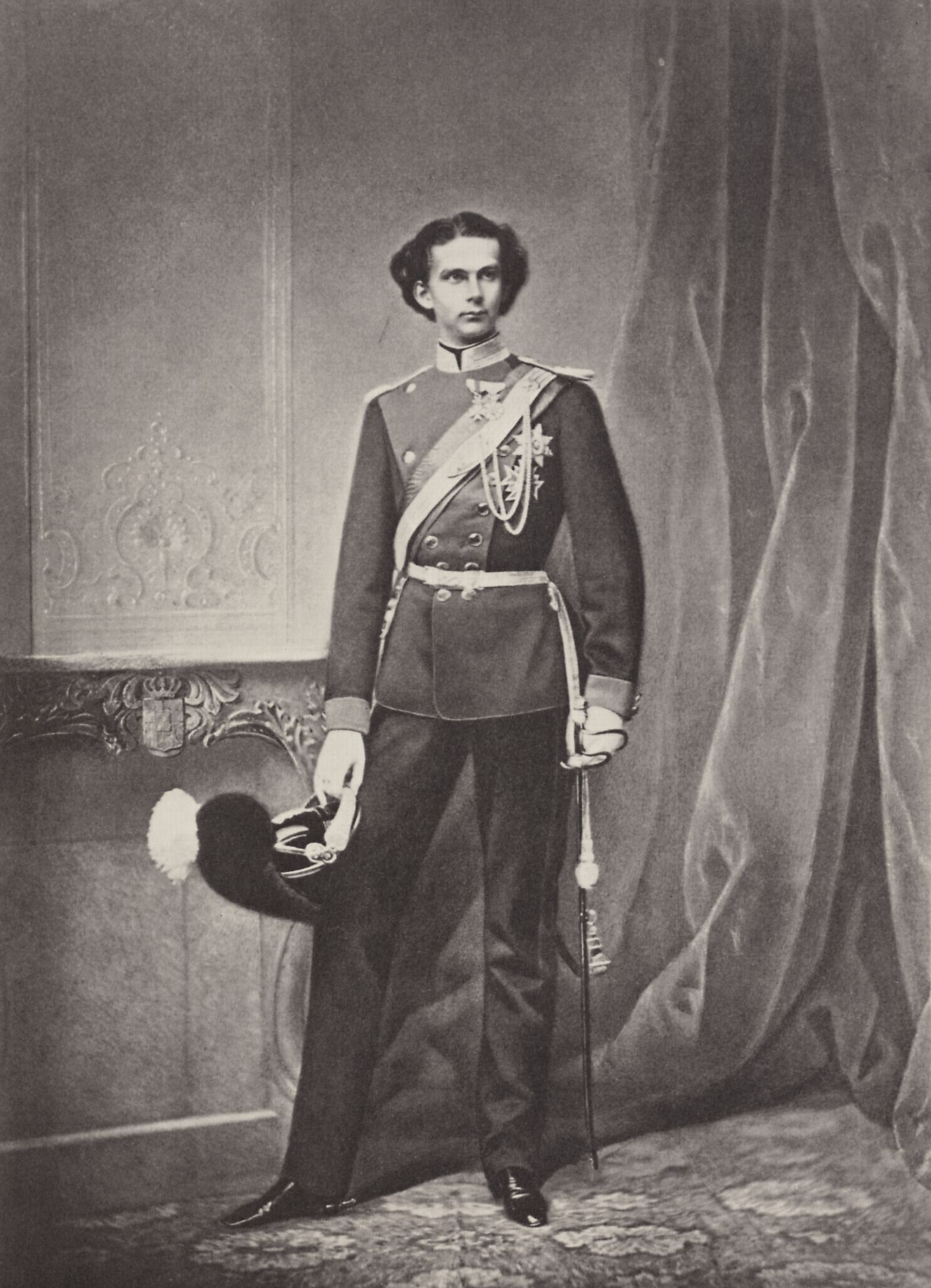
Ludwig II. als Oberst des 4. Chevauleger-Regiments

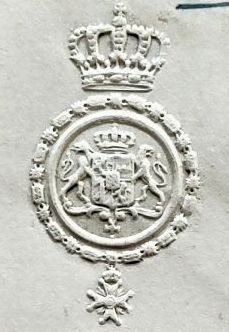
Prägesiegel Ludwigs II. (1870)

Das politische Ziel, die souveräne Existenz des Königreichs zu sichern, wollte die bayerische Regierung durch die Erhaltung der Bundesverfassung erreichen. Der Vorsitzende im Ministerrat von der Pfordten unterschätzte, wie viele Zeitgenossen auch, die Entschlossenheit Bismarcks, die „Deutsche Frage“ unter der Führung Preußens zu klären. Mit dem Scheitern seiner Vermittlungsbemühungen hatte auch der Preußische Bundesreformplan keinen Erfolg. Ludwig II. wollte in dem sich anbahnendem Krieg zwischen Preußen und Österreich um die Führung in Deutschland neutral bleiben und sein Land aus dem direkten Kriegsgeschehen heraushalten. Österreich pochte aber auf die Einhaltung der im Deutschen Bund vereinbarten Bündnispflichten. Bayern und sein König lavierten zunächst zwischen Neutralitätswunsch und Bündnispflicht. Am 11. Mai 1866 unterschrieb Ludwig den Mobilmachungsbefehl, womit Bayern als Mitglied des Deutschen Bundes auf Seiten Österreichs in den Deutschen Krieg von 1866 zwischen Österreich und Preußen eintrat. Gleichzeitig wurde Österreich aber auf preußischen Druck die Nutzung der strategisch wichtigen Eisenbahnlinie Regensburg – Pilsen – Prag verweigert. Der von Kindheit an wenig militärisch gesinnte Ludwig überließ die Kriegspolitik seinen Ministern, zog sich mit seinem Freund und Flügeladjutanten Paul von Thurn und Taxis aus der Öffentlichkeit nach Schloss Berg und auf die Roseninsel im Starnberger See zurück. Am 22. Mai begab er sich inkognito in die Schweiz, nach Tribschen am Vierwaldstätter See, um dort den aus München verbannten Richard Wagner zu treffen. Wagner und Paul von Thurn und Taxis überzeugten den König, seine Abdankungsabsicht aufzugeben. Im Friedensvertrag nach der Niederlage verpflichtete sich Bayern, eine Kriegsentschädigung von 30 Millionen Gulden an Preußen zu zahlen – ein vergleichsweise geringer Betrag, wenn man berücksichtigt, dass etwa die Bürger der vormals Freien Stadt Frankfurt am Main eine ähnlich hohe Summe aufbringen mussten wie sein Königreich. Auch die Gebietsverluste blieben gering, es trat das Bezirksamt Gersfeld und den Landgerichtsbezirk Orb sowie Kaulsdorf ab. In Bayern machte man für die Niederlage vor allem die Minister und die militärische Führung verantwortlich, aber die bayerische Armee befand sich zu Kriegsbeginn in einem desolaten Zustand. Ausrüstung und Organisation waren seit Jahrzehnten vernachlässigt worden. Das lag auch am politischen Kurs seiner Monarchen.
Im Rahmen des Schutz- und Trutzbündnisses unterstellte Bayern, wie die anderen süddeutschen Staaten, für den Bündnisfall seine Armee nun dem preußischen Oberbefehl. Dies schränkte Bayerns außenpolitischen Spielraum deutlich ein. Ludwig unternahm vom 10. November bis 10. Dezember 1866 in die Region Franken die einzige Bereisung seines Königreichs. Das Herzogtum Franken – erst kurz zuvor ein Teil Bayerns geworden und gerade in Erwägung einer Wiederabspaltung – war empört, dass es die ganze Last der Kämpfe in Bayern auf seinem Gebiet hatte tragen müssen. Der Besuch des Königs gewann die Franken wieder für Bayern, auch wenn Ludwig II. auf Grund seiner unentschiedenen Haltung bei dem deutsch-deutschen Konflikt einen Prestigeverlust erlitten hatte. In der Folge widmete er sich vor allem seinen romantischen Ideen und zog sich auf seine Schlösser zurück; von dort aus kommunizierte er mit der Regierung über Abgesandte.

### Regierungspolitik

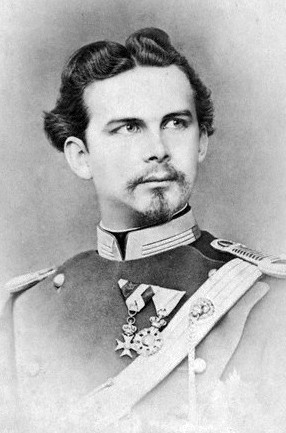
Ludwig II. (1874)

Unter Ludwig ging die Führung des Landes nun faktisch an den Ministerrat über. Ende 1866 wurde von der Pfordten durch Chlodwig zu Hohenlohe-Schillingsfürst ersetzt, der zwar den preußischen Anspruch auf Hegemonie in der deutschen Politik unterstützte, aber den Beitritt Bayerns zum neuen Bundesstaat, dem Norddeutschen Bund, ablehnte. Entgegen verbreiteter Ansichten übte Ludwig seine Amtsgeschäfte trotz häufiger Abwesenheit von München fast bis zum Ende gewissenhaft aus. Der Kabinettssekretär sorgte für eine reibungslose Kommunikation zwischen dem König und den Ministern. Die Anfragen und Dokumente wurden von Ludwig oft mit Signaten (Anmerkungen und Empfehlungen) versehen. Ebenso schaltete er sich bei Ernennungen oder Gnadengesuchen ein. Auch die Durchsetzung einer Gewerbeordnung nach preußischem Vorbild mit freiem Niederlassungsrecht für die meisten Berufe unterstützte Ludwig.
1868, zwei Jahre nach Ludwigs Besuch der Fürther Synagoge Anfang Dezember 1866, erhielten die Juden in Bayern ihre rechtliche Gleichstellung (vgl. Bayerisches Judenedikt von 1813), nachdem bereits Ludwigs Vater Maximilian II. ihnen 1848 das aktive und passive Wahlrecht zugestanden hatte.
Er hatte bemerkenswerte Detailkenntnisse in der Wirtschaftspolitik und im Staatskirchenrecht.
Ludwig II. setzte die Personalpolitik seiner Vorgänger fort, deren Handlungsspielraum in der konstitutionellen Monarchie eingeschränkt war. Es ging stets darum, die politischen Kräfte im Land zu neutralisieren und den Einfluss der Volksvertretung möglichst gering zu halten. Die Ministerien wurden von den bayerischen Königen grundsätzlich gegen die Mehrheitsverhältnisse im Landtag besetzt.
Als in der Auswirkung des Krieges von 1866 die katholisch-konservative, anti-preußische Patriotenpartei die absolute Mehrheit in der Abgeordnetenkammer errang, berief König Ludwig II. nationalliberale und pro-preußische Minister. Mit seiner Minister-Politik konterkarierte er sogar die eigene politische Haltung, die derjenigen der bayerischen Patrioten näher stand. Wichtiger als die parlamentskonforme Besetzung der Regierung war dem König die Demonstration seiner Souveränität.
Beim Besuch der Pariser Weltausstellung im Frühjahr 1867 traf sich Ludwig mit dem französischen
Kaiser Napoleon III. und suchte dessen Unterstützung. Im Vorfeld des Preußisch-Österreichischen Krieges 1866 hatte der französische Kaiser jedoch dem preußischen Ministerpräsidenten Bismarck Neutralität zugesichert in der Hoffnung, bei einem Sieg Preußens die bayerische Pfalz, Rheinhessen, Saarbrücken und Saarlouis zu erhalten.
Zum politischen Wirken Ludwigs sagte der Historiker Bernhard Löffler im Juli 2010 im Gespräch mit dem ZDF: „Zum einen hat sich da im Lauf der 1870er Jahre schon eine Wende angedeutet, die auf den Rückzug des Königs hinausläuft. 1873 spricht er schon selbst von geistigem Herausleben aus der unerträglichen Gegenwart. Zum anderen hat er auch von Beginn an kein besonderes politisches Durchsetzungsvermögen bewiesen.“ Dass er dagegen jedes Gesetz gegenzeichnen musste, ist einfach Ergebnis der bayerischen Verfassung und des konstitutionellen Systems und hat nichts mit dem eigenen Engagement zu tun. Aber er hat keinerlei Frustrationstoleranz besessen, „… weil ihm jedes Gespür für das Funktionieren des konstitutionellen Systems abging.“ Als Gegenentwurf sowie Resultat seiner Religiosität steigerte er sich zunehmend in die Traumwelt von Gottesgnadentum und absoluter Monarchie, welche er in seinem Idol und Namensvetter Ludwig XIV. personifiziert sah, dessen Leben (und vor allem Bauten) er intensiv studierte.

### Verlobung mit Sophie Charlotte in Bayern

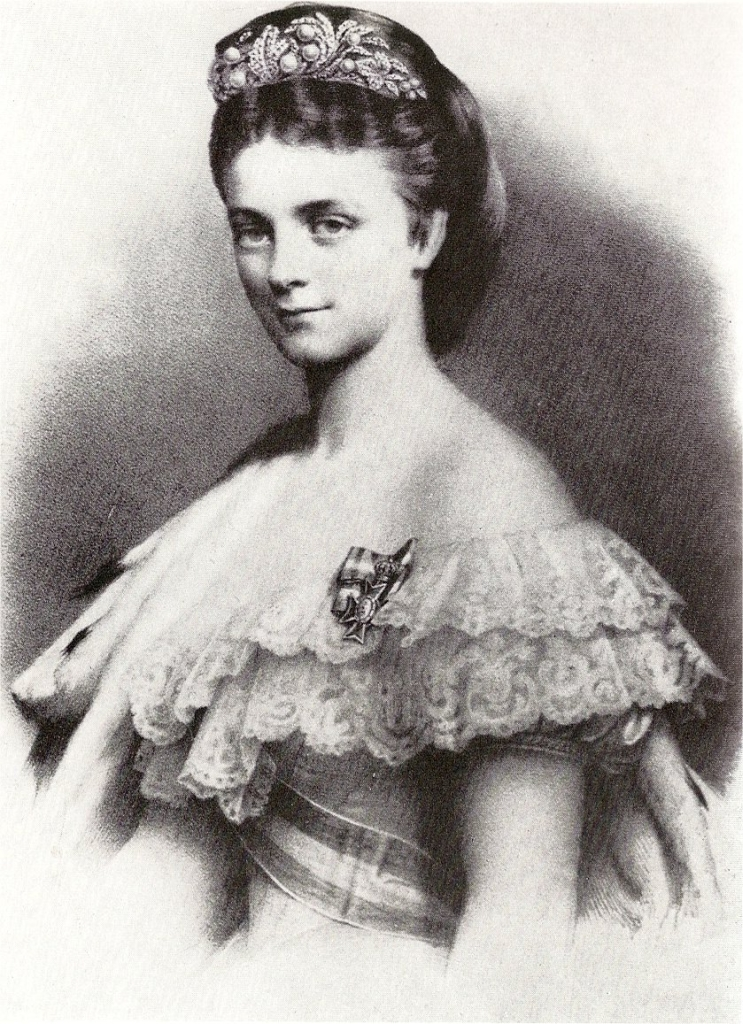
Herzogin Sophie in Bayern

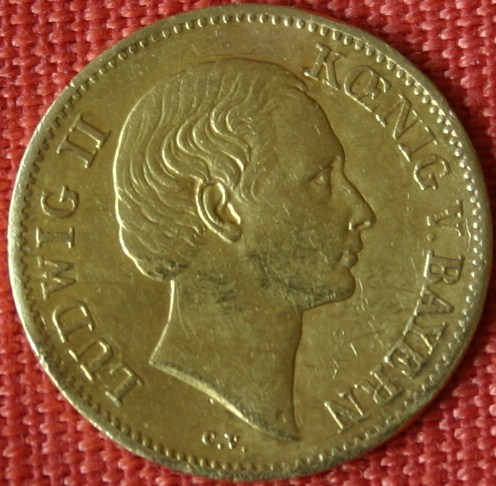
Geschenkdukaten von 1864 mit Konterfei des Königs

Ludwig war nie verheiratet, verlobte sich aber aus einem spontanen Entschluss heraus am 22. Januar 1867 mit der um zwei Jahre jüngeren Herzogin Sophie Charlotte in Bayern aus einer Nebenlinie des Hauses Wittelsbach. Sie war die jüngste Schwester der Kaiserin Elisabeth von Österreich und eine Tochter des Herzogs Max in Bayern. Sophie Charlottes Mutter Ludovika war eine Halbschwester seines Großvaters Ludwig I. Die beiden kannten sich seit ihrer Kinderzeit und hatten sich am 21. Januar bei einem Hofball wiedergesehen. Vor seiner Verlobung hatte der König öfter vernehmen lassen, dass er nicht heiraten wolle. Sein plötzlicher Sinneswandel im Januar 1867 und seine Blitzverlobung mit Sophie Charlotte muss im Zusammenhang mit dem Zerwürfnis des Königs mit seinem Flügeladjutanten Paul von Thurn und Taxis gesehen werden, den Ludwigs Biograf Oliver Hilmes als dessen „ersten Liebhaber“ bezeichnet. Die These, dass die Verlobung mit Sophie Charlotte in diesem Kontext gesehen werden muss, äußerte erstmals Desmond Chapman-Huston Mitte des 20. Jahrhunderts. Sie wurde von Sophie Charlottes Biografen Christian Sepp bestätigt.
Ludwig sprach seine Verlobte in seinen Briefen stets mit Elsa an. Bezeichnenderweise fühlte er sich jedoch nicht als liebender Lohengrin, denn seine Briefe an die Braut Elsa unterschrieb Ludwig mit Heinrich. Ein Beleg dafür, dass es sich hier um eine Liebe ganz nach des Königs Art handelte, „schwärmerisch, weltentrückt, ohne die von Ludwig gehasste Sinnlichkeit“. Sophie teilte diese romantische Schwärmerei und Wagner-Begeisterung. Dennoch kam es schon kurze Zeit nach Bekanntgabe der Verlobung zu Verstimmungen zwischen dem König und ihr. So plötzlich wie der König sich zur Verlobung entschieden hatte, so schnell wurde er seiner Braut überdrüssig. Für die Öffentlichkeit sichtbar wurde dies erstmals bei einem Hofball Ende Februar 1867, der aus Anlass der Verlobung abgehalten wurde. Ludwig II. verließ seinen eigenen Verlobungsball bereits nach einer Stunde, um das Ende des Theaterstückes Maria Stuart zu sehen und stellte seine Braut somit in der Öffentlichkeit bloß. Es folgten zahlreiche weitere Verletzungen, die zur Entfremdung des Paares führten.
Währenddessen wurden die Hochzeitsvorbereitungen am Hof mit großem Eifer vorangetrieben. Papst Pius IX. erteilte den Heiratsdispens, der wegen der nahen Verwandtschaft der Ehekandidaten erforderlich war. Bereits am 14. März 1867 wurde dem König das Hochzeitszeremoniell vorgelegt. Jedoch schob Ludwig den Hochzeitstermin immer weiter hinaus, vom 25. August auf den 12. Oktober, schließlich auf den 12. November 1867. Der König ging immer mehr auf Distanz, obwohl bereits Bilder kursierten, auf welchen Sophie als Königin tituliert wurde und die Millionen Gulden teure Hochzeitskutsche fertig war. Schließlich löste er am 7. Oktober 1867 die Verlobung. Über diese Entscheidung waren nicht nur die Eltern von Sophie, sondern auch die Verwandtschaft und der Hochadel konsterniert. Elisabeth von Österreich schrieb an ihre Mutter nach Possenhofen:

„Wie sehr ich über den König empört bin und der Kaiser auch, kannst Du Dir vorstellen. Es gibt keinen Ausdruck für ein solches Benehmen. Ich begreife nur nicht, wie er sich wieder sehen lassen kann in München, nach allem was vorgefallen ist. Ich bin nur froh, dass Sophie es so nimmt, glücklich hätte sie weiß Gott mit so einem Mann nicht werden können.“

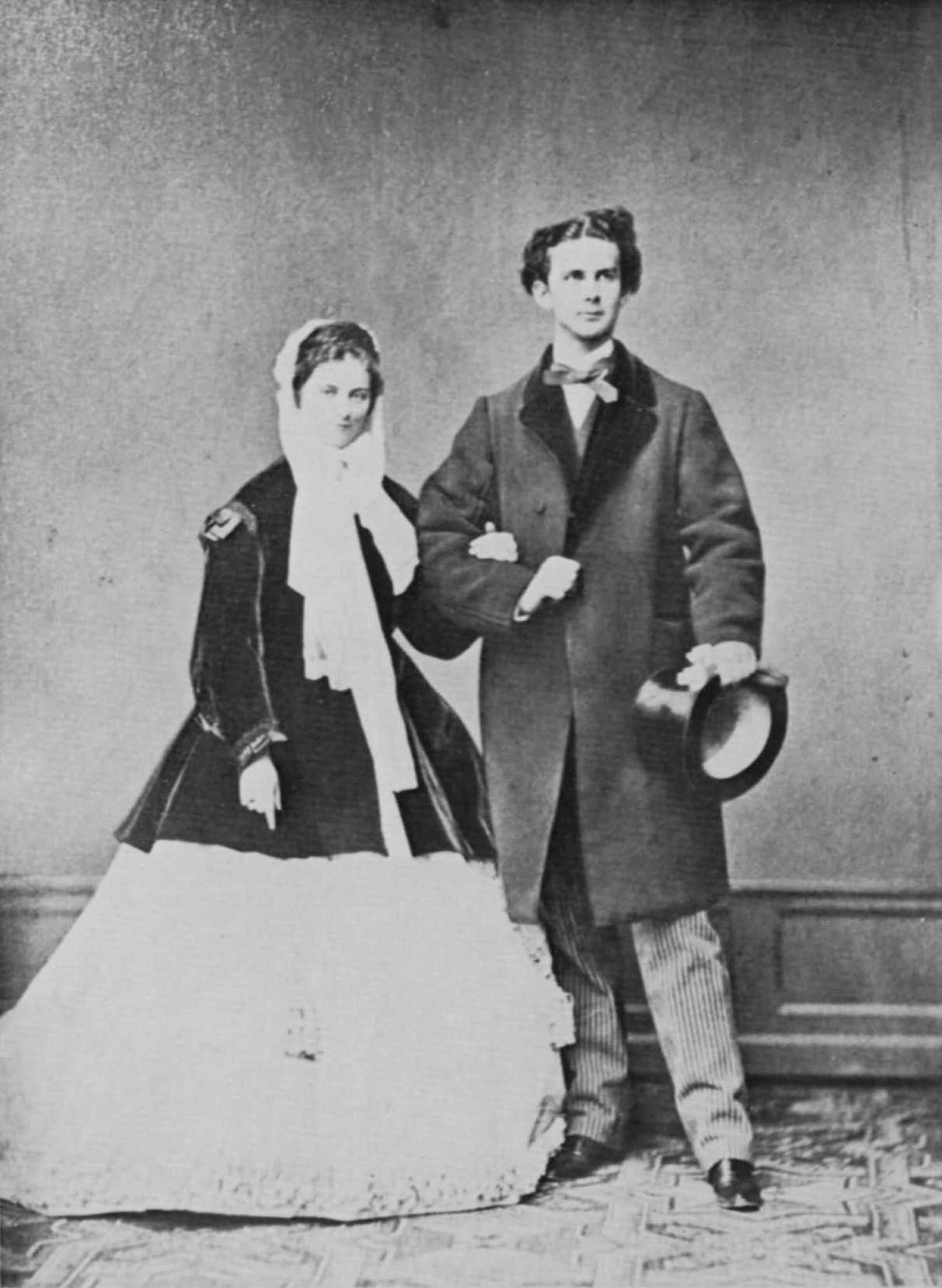
Verlobungsfoto 1867

Niemand ahnte, dass Sophie sich kurz nach ihrer Verlobung mit dem König in den Kaufmann Edgar Hanfstaengl verliebt und sich im Sommer 1867 einige Male heimlich mit ihm auf Schloss Pähl und im Herzog-Max-Palais getroffen, dieser Liebe aber auch bereits entsagt hatte.
Aufgrund von Äußerungen in Briefen – etwa gegenüber seinem Adjutanten Paul von Thurn und Taxis, der den König „Heiß geliebter Ludwig“ oder „teuerster Engel“ nannte – und des weiteren Lebenslaufes erscheint es gewiss, dass Ludwig kein Interesse am anderen Geschlecht hatte. 

„O einziger, innigst geliebter Freund! Auch ich werde süß träumen, du wirst mir erscheinen, dein holdes Antlitz, deine schönen, lieben Augen werden mich naschen, ich werde Wonne küßen und denselben (? sic; Anm. d. V.) o ich werde nunmehr glücklich sein! Lebe wohl, theuerster Freund, schlaf wohl, träume süß, und gedenke deines dich glühend liebenden Paul.“

Ein halbes Jahr nach der Trennung von Paul von Thurn und Taxis, während seiner Verlobungszeit mit Sophie in Bayern, lernte Ludwig selber am 6. Mai 1867 den jungen Richard Hornig kennen, mit dem er eine heimliche Liebesbeziehung begann und den er zu seinem Stallmeister und später zu seinem Privatsekretär machte; Hornig begleitete Ludwig im August des Jahres auch auf seine Paris-Reise. Den Tag des Kennenlernens feierte Ludwig noch Jahre später als einen „für mein ganzes Leben bedeutsamen Tag“, an dem sie sich „kennen lernten, um uns nie mehr zu trennen und nie von einander zu lassen bis zum Tode“.
Auch sein geheimes Tagebuch, das auf Grundlage umstrittener Abschriften in Auszügen 1925 durch den Stiefsohn des Ministers Johann von Lutz herausgegeben wurde, bietet Hinweise für homosexuelle Neigungen des Königs. Es stellt zugleich ein Zeugnis für seine Gewissensqualen dar und für die aussichtslosen Versuche, sein Begehren zurückzudrängen. Die historischen Zeugnisse zur Homosexualität Ludwigs II. wurden erstmals vom Münchner Kultur- und Landeshistoriker Klaus Reichold in einer Studie zusammengefasst. Der Heidelberger Psychiater und Neurologe Heinz Häfner vertritt in seiner Veröffentlichung über Ludwig die Ansicht, dass dieser nicht nur homosexuell war, sondern zum Ausleben seiner Neigung sogar Reitersoldaten in großer Zahl angefordert und sexuell „missbraucht“ haben soll. Dies hält auch der Biograf Oliver Hilmes für einen der wesentlichen Gründe für die am Ende erfolgte Entmündigung und Festsetzung des Königs sowie die Einsetzung der Regentschaft. Den österreichischen Schriftsteller Leopold von Sacher-Masoch soll Ludwig als seelenverwandt angesehen haben.

### Krieg gegen Frankreich und Kaiserbrief
Bayern trat mit seiner Armee im Sommer 1870 in den Deutsch-Französischen Krieg ein. Grundlage hierfür war das Schutz- und Trutzbündnis von 1866 mit Preußen. Ludwig II. ordnete schon einen Tag nach der französischen Kriegserklärung die Generalmobilmachung im bayerischen Königreich an und ermöglichte mit einem überraschenden Vorstoß bayerischer Truppen vom pfälzischen Landau aus, dass die Kriegsentscheidung danach bereits früh bei Sedan fallen konnte. Damit zeigte sich Ludwig deutlich entschlossener als 1866. Das Ergebnis war wiederum Prestigeverlust im Volk, denn die Folge des Krieges sollte der Verlust der bayerischen Souveränität sein: Die süddeutschen Staaten einschließlich Bayerns unterzeichneten Beitrittsverträge zum Norddeutschen Bund.

Bayern im Deutschen Reich ab 1871

Dabei handelten die süddeutschen Staaten sich zwar Sonderrechte (Reservatrechte) aus, und der norddeutsche Bundeskanzler Otto von Bismarck gestand zu, dass die Beitrittsverträge dem Anschein nach von einer Neugründung des gesamtdeutschen Staates sprachen. So half er den Beitrittsstaaten, das Gesicht zu wahren. Es handelte sich aber um einen Beitritt zu einem Bundesstaat, dessen Oberhaupt der preußische König als Bundespräsidium war. Dem Vorsitzenden im Ministerrat Bray-Steinburg oblagen die Verhandlungen um den Eintritt Bayerns in das Deutsche Reich, wo er Bayern auch eine weiterhin eigenständige bayerische Armee und Diplomatie sowie weitere Ausnahmen bei den Zuständigkeiten des Reiches sichern konnte. Der Vorsitz Bayerns im diplomatischen Ausschuss des Bundesrats, der schon 1870 Bayern zugesprochen worden war, wurde dagegen in der Folge nicht genutzt und brachte dem Königreich kein zusätzliches Gewicht. Nach dem Willen von Reichstag und Bundesrat sollte der preußische König außerdem den Titel Deutscher Kaiser erhalten (dies geschah formell durch eine neue Bundesverfassung am 1. Januar 1871).
Bismarck wollte außerdem, dass die deutschen Bundesfürsten dem preußischen König Wilhelm I. die Kaiserkrone offiziell antrugen. Dazu entwarf Bismarck einen Kaiserbrief. Diesen sollte Ludwig als ranghöchster (nichtpreußischer) Bundesfürst unterzeichnen. Das sah Ludwig als persönliche Zumutung an. Den – unrealistischen – Vorschlag Ludwigs, die Kaiserwürde zwischen Berlin und München wandern zu lassen, lehnte Bismarck ab. Ludwig akzeptierte zögerlich den Kaisertitel für den preußischen König, einen Vetter seiner Mutter, den er wenig schätzte. Am 30. November 1870 unterschrieb er den Kaiserbrief. Im Gegenzug sicherte Bismarck ihm geheime Geldzahlungen zu, die aus dem Welfenfonds diskret über Schweizer Banken geleitet wurden. Aus der vom Reichstag beschlossenen National-Dotation in Höhe von 4 Millionen Talern wurden ihm 300.000 Taler zur Verteilung nach eigener Bestimmung zur Verfügung gestellt. Die Tragweite dieser Zahlungen für Ludwigs Einlenken wird aber in der Forschung unterschiedlich eingeschätzt: Rupert Hacker zufolge etwa war Ludwigs Einsicht in die Unausweichlichkeit des bayerischen Beitritts in den deutschen Staat entscheidend; die damals noch „unbestimmte Aussicht auf spätere Zahlungen“ habe „seine Entscheidung allenfalls am Rande beeinflusst“.
Ludwig beteiligte sich im Gegensatz zu seinem Onkel Luitpold und seinem Bruder Otto nicht an der Kaiserproklamation in Versailles am 18. Januar 1871. Im höchsten Grade stolz auf seine Souveränität, vermied er möglichst persönliche Kontakte mit dem neuen Kaiserhaus und gab seine Missstimmung später in gereizter Sprache zu erkennen. Seine Mutter hatte als gebürtige Preußin im Gegensatz zu ihm die Reichsgründung 1871 begrüßt. Bei einer späteren Durchreise Wilhelms I. durch München weigerte sich Ludwig, dorthin zu fahren, um ihn zu begrüßen, mit der Begründung, dass es sich um eine Privatreise des Reichsoberhaupts handele, und untersagte sogar seiner Mutter, ihren kaiserlichen Cousin in Nymphenburg zu empfangen.

### Rückzug aus der Öffentlichkeit

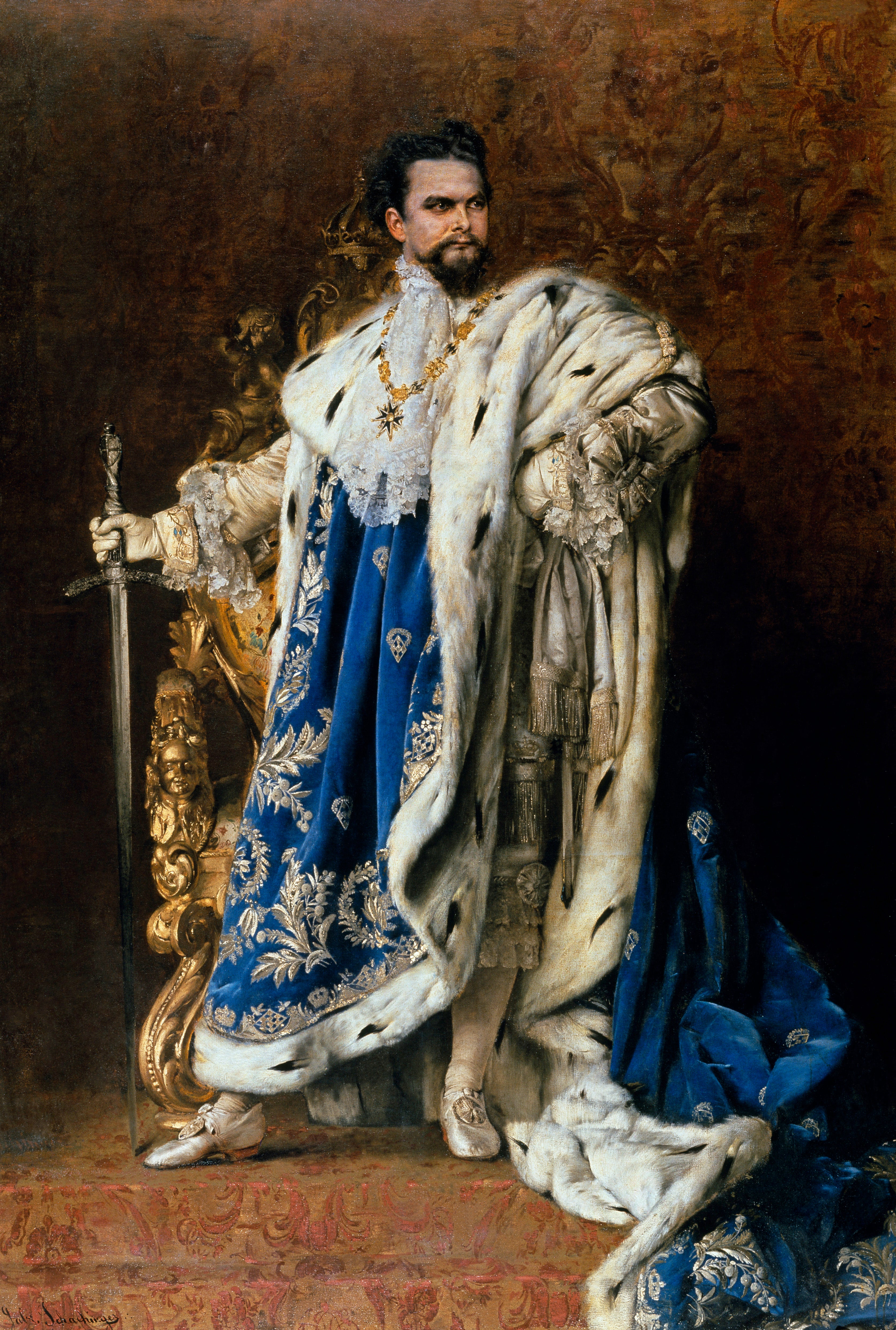
Ludwig II. von Bayern nach einem Gemälde von Gabriel Schachinger, posthum vollendet 1887. Das nach französischen Vorbildern gefertigte Bildnis zeigt den König im Gewand des Großmeisters des Ordens des heiligen Georg und hängt im Museum von Schloss Herrenchiemsee.

Bereits im Sommer 1871 hatte Ludwig sich in einem geheimen Brief gegen eine Einschränkung seiner Souveränität gewandt und versucht, das Rad der Zeit zurückzudrehen und auch die Pressefreiheit einzuschränken. Im Oktober 1875, als die klerikale Kammermehrheit in einer Adresse das ihm genehme Staatsministerium des Königlichen Hauses und des Äußeren unter Adolph von Pfretzschner offen anklagte und vom König die Erfüllung ihrer Forderungen wünschte, trat Ludwig dem schroff entgegen und versicherte 1876 im Landtagsabschied dem Ministerium sein unerschüttertes Vertrauen. Dieser festen Haltung gegen die ultramontane Kammermehrheit blieb er auch in den nächsten Jahren treu. 1880 wurde Pfretzschner als Vorsitzender im Ministerrat durch Johann von Lutz abgelöst, der die Stellung des Königs zu bewahren suchte, indem er sich nachhaltig dagegen wehrte, ihn „zur bloßen Unterschreibmaschine in den Händen der verantwortlichen Minister“ werden zu lassen.
Dennoch entfloh der König zunehmend der Wirklichkeit. In den Plänen für einen chinesischen und einen byzantinischen Palast zeigte er eine Weltoffenheit und einen kulturellen Kosmopolitismus, der einen weiten kulturellen Horizont verriet, allerdings auch ein Abdriften in die Welt der Träume. Von 1869 bis Sommer 1870 ließ er über dem Nordwestflügel des Festsaalbaus der Münchner Residenz einen 70 × 17 m großen Wintergarten durch den Hofgartendirektor Carl Effner und den Theatermaler Christian Jank errichten. Eine neun Meter hohe Tonne aus Glas und Eisen überspannte den Garten mit exotischer Flora und Fauna, mit künstlichem See, Maurischem Kiosk, Fischerhütte und großen austauschbaren Panoramagemälden von Julius Lange. Des Weiteren ließ Ludwig II. die Bühne des Residenztheaters elektrifizieren. Außerdem ließ er die gesamten Appartements der Residenz restaurieren.
1874 nahm er das letzte Mal an der Münchner Fronleichnamsprozession teil. Seine Fahrt zur Generalprobe der Bayreuther Festspiele 1876 wurde sein letzter halbwegs öffentlicher Auftritt.

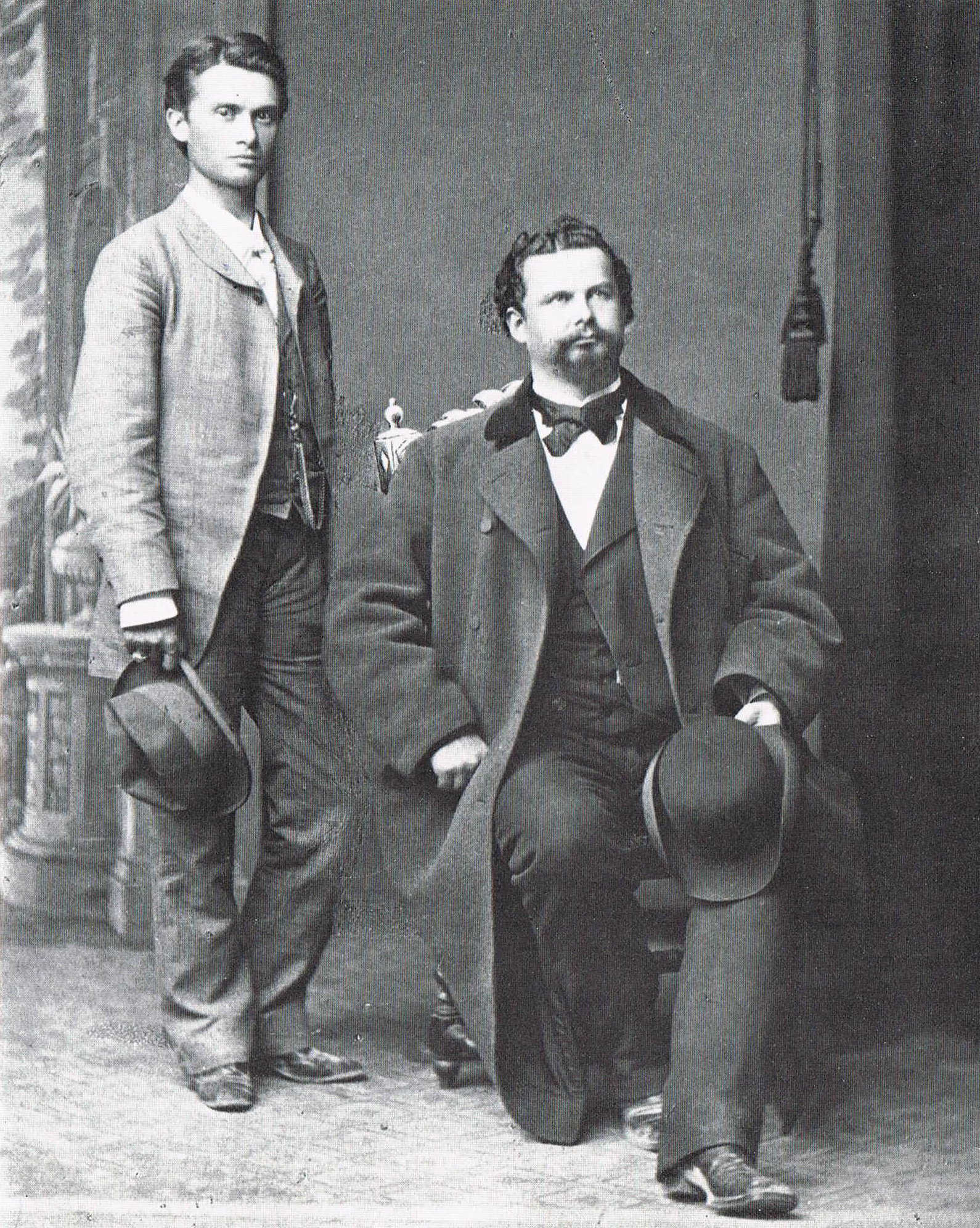
Ludwig II. und der Schauspieler Josef Kainz (1881 in Luzern). Retuschierte Aufnahme von Arthur Synnberg

Im April 1881 begann seine Freundschaft mit dem jungen Schauspieler Josef Kainz. Kainz begleitete den König als Vorleser auf einigen Reisen und musste jederzeit die gewünschten Partien aus Schauspielen deklamieren. Vom 27. Juni bis zum 14. Juli 1881 unternahmen sie eine Schweizreise auf den Spuren Wilhelm Tells. Aber auch diese letzte Freundschaft zerbrach noch auf der Reise. Von seiner Familie stand ihm nur sein Cousin, der Arzt Prinz Ludwig Ferdinand von Bayern nahe, der mit seiner Gemahlin – als einzige Besucher überhaupt – das noch im Bau befindliche Schloss Herrenchiemsee besichtigen durfte.
In den letzten Lebensjahren zog sich der König zunehmend aus der Öffentlichkeit zurück. Seit Mitte der 1870er Jahre löste Schloss Linderhof die Münchner Residenz als Hauptwohnsitz faktisch ab. Er verbrachte hier die Wintermonate und unternahm allnächtlich seine berühmten Schlittenfahrten. Im Mai zog er nach Schloss Berg am Starnberger See; im Sommer kehrte er nach Linderhof zurück, von wo aus er jedes Mal sieben Bergfahrten unternahm, die ihn für etwa eine Woche durch die bayerischen Alpen führten, an den Walchensee, nach Altlach und zur Hochkopfhütte, in die Ammergauer Alpen zur Halbammerhütte und Kenzenhütte, zum Königshaus am Schachen, zum Soiernhaus und nach Vorderriß. Den Herbst verbrachte er (nach der Abreise seiner Mutter) auf Schloss Hohenschwangau, von wo aus er auch die Baustelle von Schloss Neuschwanstein beaufsichtigte, das damals noch als Neue Burg Hohenschwangau bezeichnet wurde. München mied er ganz.
Dennoch kam er als konstitutioneller Monarch seinen Amtsgeschäften, insbesondere den täglichen Unterschriften unter zahlreiche Regierungsdokumente und Gesetze, gewissenhaft nach, auch wenn die Minister oder ihre Abgesandten manchmal Mühe hatten, ihn in der Einsamkeit von Berghütten aufzusuchen. Das Kabinettssekretariat zog jeweils – in gebührendem Abstand – mit, sodass der König per Telegrafie jederzeit erreichbar war. Modernste Technik wie elektrische Beleuchtung verwendeten auch seine fantastischen Kutschen und Schlitten sowie die 24 Dynamomaschinen neben der Venusgrotte in Linderhof, die als erstes fest installiertes Kraftwerk der Welt gelten. In seinem Schlafzimmer in Hohenschwangau ließ er sich 1864 eine Felsengruppe einbauen, über die ein Wasserfall strömte, sowie einen Apparat zur Erzeugung eines künstlichen Regenbogens und einen Nachthimmel mit Mond und Sternen, die durch ein kompliziertes Spiegelsystem vom Obergeschoss aus beleuchtet wurden. Unter Einbezug aller technischen Mittel der Zeit schuf er sich eine Gegenwelt, in der er sich – fern vom Parlamentarismus und der Industrialisierung der Gründerzeit – als wahrer König empfinden konnte.

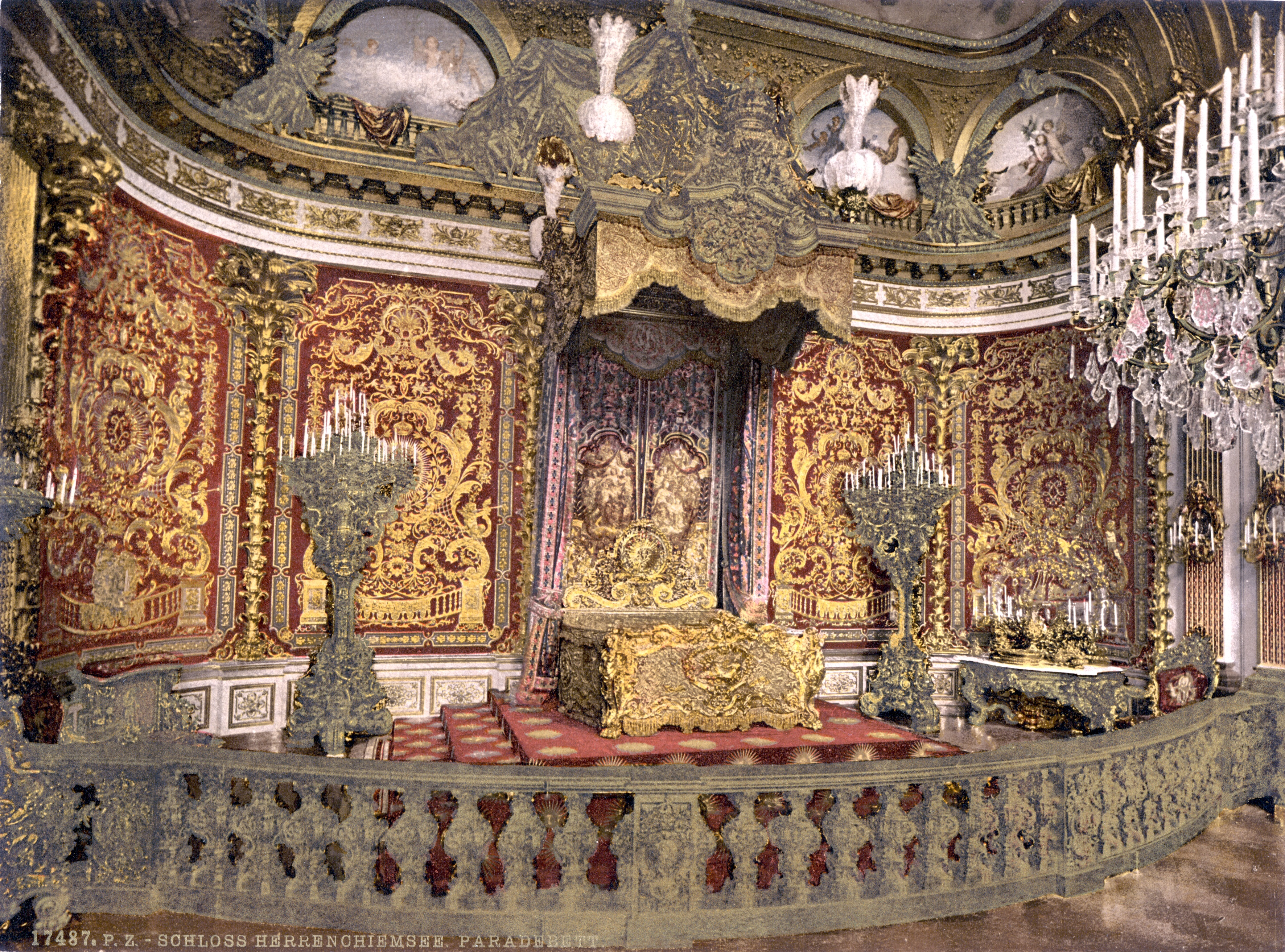
Das Paradebett in Herrenchiemsee, nach dem Vorbild in der Münchner Residenz.

Ludwig II. war durchdrungen von der Idee eines heiligen Königtums von Gottes Gnaden und verehrte seinen Namensvetter Ludwig XIV., den er um seine absolute Macht beneidete. Er verschlang Bücher über ihn und seinen Hof. Schloss Herrenchiemsee sollte eine einzige Hommage an den Sonnenkönig werden und auch Linderhof ist voll von Anspielungen auf ihn. Doch hätten die beiden Könige unterschiedlicher nicht sein können: Ihre Macht und Verfassungsrechte klafften weit auseinander. Der „Sonnenkönig“ lebte ein extrem öffentliches Leben, beginnend mit dem morgendlichen „Lever“, bei dem er vor Dutzenden von Würdenträgern nackt neben seinem Paradebett stand und dann Stück für Stück zeremoniell angekleidet wurde. Und ähnlich publikumswirksam ging es den ganzen Tag fort, bis zum öffentlichen coucher spät in der Nacht. Der menschenscheue Bayernkönig hingegen zeigte sich kaum je überhaupt in der Öffentlichkeit. In Linderhof besaß er einen versenkbaren Esstisch, damit ihn die Diener beim Auftragen der Speisen nicht störten.
Seit etwa 1875 machte er zunehmend die Nacht zum Tag, was ihm den Spottnamen Mondkönig eintrug. Am frühen Abend stand er auf, nahm im Untergang der Sonne, gern auf den oberen Terrassengärten in Linderhof, sein Frühstück ein; die Nacht hindurch bearbeitete er Regierungsdokumente, las Bücher, plante an seinen Bauvorhaben, dinierte, fuhr spazieren, und am Morgen begab er sich zu Bett. Der Mangel an Tageslicht dürfte seine zunehmenden Depressionen befördert haben. Der übermäßige Genuss von Süßigkeiten und fehlende Zahnpflege forderten ihren Tribut: immer mehr litt er unter heftigen Zahnschmerzen. Sein Oberkiefer war bald zahnlos, der Unterkiefer wies nur noch eine geringe Anzahl lose sitzender Zähne auf. Auch nahm er stetig an Leibesfülle zu. Auch dies trug zu seinem Rückzug von jeglichen öffentlichen Auftritten bei.

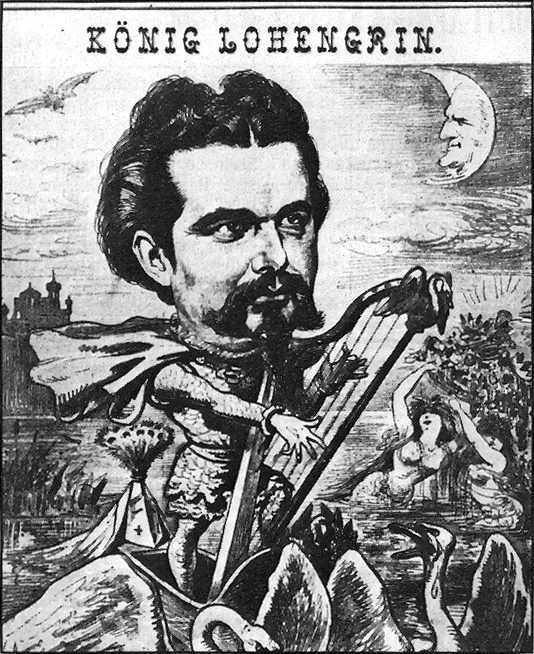
Karikatur: König Lohengrin (aus Der Floh, 1885)

Als Ersatz für soziale Kontakte steigerte Ludwig sich in seine Bauleidenschaft hinein. Nicht nur plante er minutiös den Bau und die Ausstattung seiner Schlösser (siehe Abschnitt unten), sondern entwarf immer neue, immer phantastischere Projekte, deren Aussicht auf Realisierung gering war, da bereits die begonnenen Bauten Unsummen verschlangen und ihn ständig in Finanznöte brachten. Diese permanente Planungs-Manie glich der Augusts des Starken, dessen Persönlichkeit ansonsten eher dem „Sonnenkönig“ ähnelte.
Nachdem der Finanzminister Freiherr von Riedel 1884 die gröbsten Schulden durch eine Anleihe von 7 Millionen Mark gedeckt hatte, steigerte sich die Bausucht des Königs noch mehr. Sein Schuldenberg war nun erheblich angewachsen, teilweise wurden die Bauarbeiten an seinen Schlössern bereits eingestellt. Die desaströse Finanzlage veranlasste ihn, Abgesandte nach Paris und andere Orte zu entsenden, um weitere Kredite aufzunehmen. In seiner Verzweiflung schmiedete er zeitweise sogar irreale Pläne wie die Gründung eines Geheimbundes zur Gewinnung von königstreuen Anhängern für einen Umsturz der konstitutionellen Verfassung und später für den Erwerb der Kanarischen Inseln als eigenes, absolutes Königreich. Anfang 1886 verweigerte das Kabinett König Ludwig die Bürgschaft für einen Kredit in Höhe von sechs Millionen Mark, worin manche Biografen den Hauptanlass für die Entmündigung sehen. Es soll private finanzielle Hilfsangebote von Bankiers gegeben haben, die Ludwig aber nicht erreichten. Ludwig wandte sich daraufhin an Bismarck, der ihm am 14. April 1886 schrieb, er solle seinem Ministerium befehlen, die Bewilligung der erforderlichen Summen beim Landtag zu beantragen. Tatsächlich forderte Ludwig daraufhin die Vorlage des Anliegens im Landtag. Stattdessen leitete das Ministerium aber seine Entmündigung ein.

### Entmündigung
Ludwig II. wurde am 8. Juni 1886 auf Betreiben der Regierung durch die Ärzte Bernhard von Gudden, dessen Schwiegersohn Hubert von Grashey sowie Friedrich Wilhelm Hagen und Max Hubrich in einem Gutachten aufgrund von Zeugenaussagen und ohne persönliche Untersuchung des Patienten für „seelengestört“ und „unheilbar“ erklärt und damit die Regierungsunfähigkeit des bayerischen Königs bestätigt. Anhand der von Ludwig vorgenommenen Amtshandlungen wie zuletzt der Einrichtung eines neuen Bezirksamtes in Ludwigshafen (Urkunde vom 3. Juni 1886, von ihm in Hohenschwangau unterzeichnet) ist allerdings keine Unzurechnungsfähigkeit zu erkennen.
Am 9. Juni 1886 wurde Ludwig daraufhin durch die Regierung unter Johann von Lutz entmündigt. In der Nacht auf den 10. Juni erschien eine elfköpfige Kommission in Neuschwanstein, wo der Monarch sich aufhielt. Darunter waren Außenminister Friedrich Krafft von Crailsheim und der bei Ludwig in Ungnade gefallene ehemalige Oberststallmeister Maximilian Karl Theodor von Holnstein, der eine wichtige Rolle bei Ludwigs Kaiserbrief gespielt hatte, sowie von Gudden und Müller. Ludwig wurde jedoch von seinem Kutscher Fritz Osterholzer gewarnt und alarmierte die Füssener Gendarmerie, die das Tor von Neuschwanstein besetzte und die Kommission nicht einließ. Obendrein erschien die königstreue Baronin Spera von Truchseß, beschimpfte die Kommission und bedrohte sie mit ihrem Schirm. Nach einer halben Stunde im Regen musste die Kommission um 4:30 Uhr morgens wieder umkehren.
Ludwig II. ließ sie daraufhin verhaften und im Torbau von Neuschwanstein einsperren, aber nachdem die Regentschaftserklärung beim Telegrafisten in Hohenschwangau eingetroffen war, wurde die Kommission nach einigen Stunden Gefangenschaft ohne Wissen des Königs freigelassen und kehrte dann unverrichteter Dinge nach München zurück. Sein langjähriger Leibarzt Max Joseph Schleiß von Löwenfeld, der für das Gutachten nicht gehört worden war, äußerte sich noch am 10. Juni in einem Telegramm an die Redaktion der Allgemeinen Zeitung „Zur Berichtigung: Von der Existenz eines schweren Leidens welches seine Majestät, Ludwig II. an der Ausübung der Regierung dauernd verhindert, ist durchaus nicht überzeugt.“
Der letzte Brief, den Ludwig mit der Bitte um Nachforschung drei Tage vor seinem Tod geschrieben hat, ist an seinen Cousin Prinz Ludwig Ferdinand adressiert, dem er als einzigem aus der königlichen Linie der Wittelsbacher nahestand:

„[…] Vergib die schlechte Schrift, ich schreibe dieß in höchster Eile. Denke Dir was Unerhörtes heute geschehen ist!! – Diese Nacht kam eilends einer vom Stallgebäude herauf u. meldete, es wären mehrere Menschen (darunter horribile dictu) ein Minister u. eine meiner Hofchargen in aller Stille angekommen, befahlen meinen Wagen u. Pferde hier (von der oberen Burg) wegzunehmen hinter meinem Rücken, u. wollten mich zwingen nach Linderhof zu fahren, offenbar u. mich dort gefangen zu halten, u. Gott weiß was wohl zu thun, Abdankung zu ertrotzen kurz ein schändliche Verschwörung! Wer kann nur hinter einem solchen Verbrechen stecken, Prz. Luitpold vermuthlich. Durch Gensdarme u. Feuerwehr, die sich tapfer entgegenstemmen war dieß vorläufig vereitelt. Die Schand-Rebellen wurden arretirt. Behalte dieß Alles bitte vorläufig für Dich. Wie kann aber eine solche Infamitität nur möglich sein!! Bitte forsche selbst u. durch Andere Verlässliche darauf! Hättest Du so etwas für möglich! gehalten. Schon früher schrieb ich Dir daß ich über absichtlich mit Geld herumgestreute Gerüchte über mich (angebliche Krankheit) an der nicht Sylbe wahr ist p) gehört habe. Es ist zu arg. Es muß Licht in diesen Abgrund von Bosheit kommen! In felsenfestem Vertrauen i. inniger Liebe...“

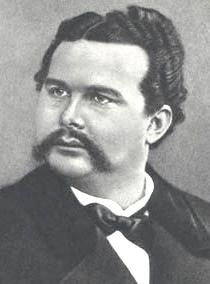
Ludwig in seinem Todesjahr 1886

Ludwigs Onkel Luitpold übernahm bereits am Tag nach der Entmündigung, am 10. Juni, als Prinzregent die Regierungsverantwortung, später auch für Ludwigs Bruder Otto.
Am selben Tag tauchte eine – heute als Fälschung geltende – Gegenproklamation in 30.000 Exemplaren auf: „Der Prinz Luitpold beabsichtigt, sich ohne meinen Willen zum Regenten meines Landes zu erheben, und mein bisheriges Ministerium hat durch unwahre Angaben über meinen Gesundheitszustand mein geliebtes Volk getäuscht und bereitet hochverräterische Handlungen vor. […] Ich fordere jeden treuen Bayern auf, sich um meine treuen Anhänger zu scharen und an der Vereitelung des geplanten Verrates an König und Vaterland mitzuhelfen.“ (Bamberger Zeitung am 11. Juni). Die Flugblätter und die Ausgabe der Zeitung wurden jedoch schnell von der regierungstreuen Polizei beschlagnahmt. Die Münchner Polizeidirektion ermittelte am 22. Juni einen Herrn Schellenberger als Urheber der gefälschten Proklamation, einen mehrfach wegen Betrugsversuches vorbestraften Sachsen.
Den telegrafischen Ratschlag Bismarcks, sich sogleich in München dem Volk zu zeigen, beherzigte Ludwig nicht. Er verhielt sich trotz vieler Hilfsangebote nahezu völlig passiv. Ludwig hatte sich zwischenzeitlich mit seinem Flügeladjutanten Graf Alfred Eckbrecht von Dürckheim-Montmartin beraten, der ihm vorschlug, sich eiligst nach München zu begeben und sich an seine Untertanen zu wenden. Diese Idee wies Ludwig ebenso zurück wie den Vorschlag, ins nahe Tirol zu fliehen.
Nach moderner Ansicht ist das psychiatrische Gutachten unhaltbar, stattdessen werden andere psychische Erkrankungen angenommen: Heinz Häfner von der Heidelberger Akademie der Wissenschaften, Gründer und langjähriger Leiter des Zentralinstituts für Seelische Gesundheit in Mannheim, konnte das „Geheime Hausarchiv“ der königlichen Familie einsehen, trug Material aus bisher unveröffentlichten Quellen, Landtagsstenogrammen und Archiven zusammen und rollte damit im Jahr 2004 den „Fall Ludwig“ noch einmal auf. Die Diagnose Guddens lautete auf Paranoia und Geistesschwäche. „‚Diese Schlußfolgerung ist heute nicht mehr zu halten‘, so Häfner. Nach dem Quellenstudium sei zweifelsfrei zu belegen, daß bei Ludwig II. keine Zeichen von Geistesschwäche und einer paranoiden Psychose vorlagen“, schreibt die Ärzte Zeitung. Häfner kommt in seiner Studie über Ludwig vielmehr zum Schluss, dass die inneren Konflikte Ludwigs, etwa eine schon früh zu beobachtende Sozialphobie in Verbindung mit Scham- und Schuldgefühlen wegen seiner homosexuellen Neigungen, zur Entwicklung einer „nicht substanzgebundenen Sucht“ führten, wie sie etwa auch bei Glücksspielern vorliegt. Das Mittel der Sucht Ludwigs wurden seine Bauvorhaben. Der ständig wachsende Schuldenberg brachte ihn in zusätzliche äußere Schwierigkeiten. Diese, so Häfner, beeinträchtigten seine Handlungs- und Regierungsfähigkeit in durchaus erheblichem Maße. Wie z. B. bei Spielsüchtigen sei bei Ludwig ein zunehmender Realitätsverlust zu beobachten. Dagegen sei der König zu keinem Zeitpunkt geisteskrank, paranoid oder schizophren nach modernen Kriterien gewesen.
Auch der Münchner Psychiater Hans Förstl kam 2007 nach Auswertung von Dokumenten, darunter zuvor nicht freigegebenen Dokumenten des geheimen Wittelsbacher Hausarchivs, zum Ergebnis, dass die Diagnose Schizophrenie nicht aufrechterhalten werden kann. Er sah indes eine schizotype Persönlichkeitsstörung. Er äußerte den Verdacht, Ludwig habe zusätzlich in seinen letzten Lebensjahren an einer Demenz vom Typ Morbus Pick gelitten; Förstl leitete dies unter anderem aus dem Autopsiebefund des Jahres 1886 ab, der bei Ludwig eine deutliche Schrumpfung des Frontalhirns festgestellt hatte.

### Tod im Starnberger See

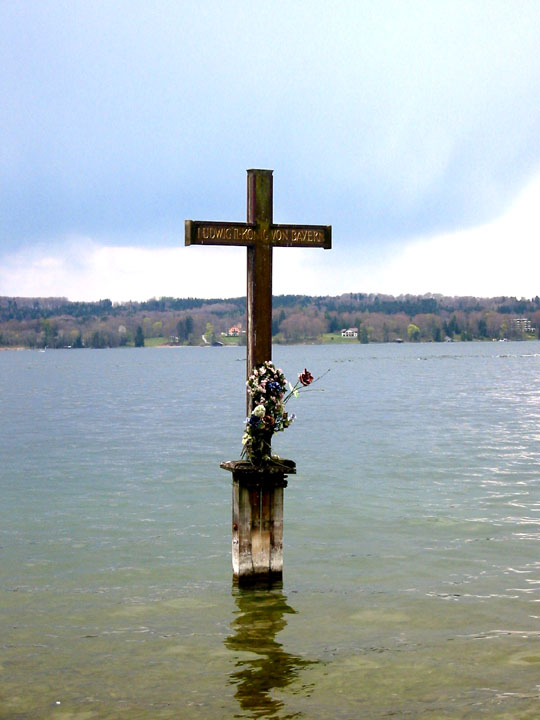
Sterbestelle und Gedenkkreuz im Starnberger See bei Berg

Am 11. Juni 1886 gegen Mitternacht kam eine neue Kommission nach Neuschwanstein. Bernhard von Gudden informierte den König über das Gutachten der vier Ärzte und über die Übernahme der Regentschaft durch Luitpold. König Ludwig verhielt sich, anders als von der Kommission befürchtet, diesmal ruhig und gelassen und antwortete mit Vorhaltungen, er sei ja niemals von Ärzten untersucht worden. Dennoch wurde er nun in Neuschwanstein in Gewahrsam genommen und am 12. Juni um 4 Uhr morgens nach Schloss Berg am Ufer des damals noch Würmsee genannten Starnberger Sees verbracht.
Am 13. Juni, dem Pfingstsonntag des Jahres, durfte der König zwar nicht zur Messe, aber Gudden unternahm mit ihm einen Spaziergang im Schlosspark am See, begleitet von zwei Pflegern. Kurz nach 18 Uhr erinnerte der König Gudden an einen geplanten zweiten Spaziergang, zu dem beide aufbrachen, wobei Gudden mitteilte, um 20 Uhr zum Souper zurück sein zu wollen. Auf Anweisung Guddens mussten, im Gegensatz zum Vormittag, die Pfleger zurückbleiben. Als beide um 20 Uhr nicht zurück waren, wurde zunächst vermutet, sie hätten irgendwo Unterschlupf vor dem Regen gesucht, der inzwischen eingesetzt hatte. Es wurden zunächst einzelne Gendarmen ausgeschickt, schließlich alle verfügbaren Männer mit Lampen und Fackeln. Gegen 22 Uhr fand ein Hofoffiziant Überrock und Leibrock des Königs im Wasser, eine halbe Stunde später fand man den König und von Gudden maximal 25 Schritte vom Ufer entfernt im seichten Wasser. Die später aufgefundene Taschenuhr des Königs war um 18:54 Uhr stehen geblieben, weil Wasser eingedrungen war, die Taschenuhr Guddens aus gleicher Ursache dagegen erst um 20:10 Uhr. Gefunden hatten die beiden der Schiffer Jakob Lidl, der Assistenzarzt Dr. Müller und der Schlossverwalter Huber, die von einem Ruderboot aus suchten. Nach der offiziellen Darstellung habe Gudden den Monarchen, der offensichtlich seinen Überrock und Leibrock ausgezogen hatte, an einem Suizid hindern wollen und sei dabei selbst zu Tode gekommen. Diese Version wurde jedoch schon bald bezweifelt. Insbesondere dass der König, ein in seiner Kindheit geübter Schwimmer, im seichten Wasser ertrunken sei. Um den Tod Ludwigs II. ranken sich von Anfang an und bis heute zahlreiche Gerüchte, die u. a. einen möglichen Fluchtversuch (mit dem Ziel, seine Verwandte Elisabeth aufzusuchen) bzw. die Erschießung des Königs in Erwägung ziehen. Eine andere Theorie geht davon aus, dass Ludwig eines natürlichen Todes starb, beispielsweise eines Herzinfarkts oder Schlaganfalls, ausgelöst durch das kühle Wasser (12 °C) des Sees bei dem Ringen des untrainierten Übergewichtigen mit Gudden.
Wolfgang Gudden, ein Nachfahre Bernhard von Guddens, vermutete dazu (in Einstimmung mit Äußerungen von Oskar Panizza, etwa in Der König und sein Narrenmeister) in seiner Doktorarbeit: „König Ludwig, der sehr wahrscheinlich das Schloß bereits in suizidaler Absicht verlassen hatte, überrascht Gudden völlig, als er zum 15 m entfernten Seeufer eilt. Es kommt zur entscheidenden körperlichen Auseinandersetzung mit Gudden, in deren Verlauf der König Gudden erheblich an Stirn und im Gesicht verletzt, ihm einen kräftigen Faustschlag gegen Kopf und auf den Zylinderhut versetzt, um Guddens Versuche, ihn vom Suizid abzuhalten, zu unterbinden. Hierbei wurde Gudden vermutlich gewürgt und untergetaucht, wobei er bewußtlos wurde und ertrank. Den Toten noch eine kleine Strecke mitschleifend, strebte der König dem offenen Wasser zu und »vollzog Suizid durch Ertrinken«.“

### Obduktion und Beerdigung
Am Pfingstmontag, dem 14. Juni 1886, wurde um 20 Uhr in Schloss Berg der Leichnam ausgesegnet. Der Wagen mit dem Sarg traf am 15. Juni um 2 Uhr früh in der Münchner Residenz ein. Bei der dort durchgeführten pathologischen Untersuchung des toten Königs am selben Tag von 8 Uhr bis 13 Uhr durch 13 Ärzte war auch der Leibarzt des Königs, Max Joseph Schleiß von Löwenfeld, anwesend, der nicht von einer Krankheit des Königs überzeugt war. Laut offizieller Mitteilung wurde die Diagnose der Irrenärzte jedoch in vollem Maße bestätigt. Das Ergebnis der Autopsie wurde nur teilweise für die Öffentlichkeit freigegeben.
Nach der Sektion wurde sofort die Einbalsamierung vorgenommen, die um 20 Uhr beendet war. Danach wurde der Leichnam drei Tage im Ornat des Hubertus-Ritterordens in der Hofkapelle aufgebahrt. Ludwig wurde am 19. Juni 1886 nach einem Leichenzug durch München in der Gruft der Michaelskirche in der Neuhauser Straße beigesetzt. Sein Herz wurde getrennt bestattet und am 16. August 1886 in die Gnadenkapelle von Altötting übertragen.

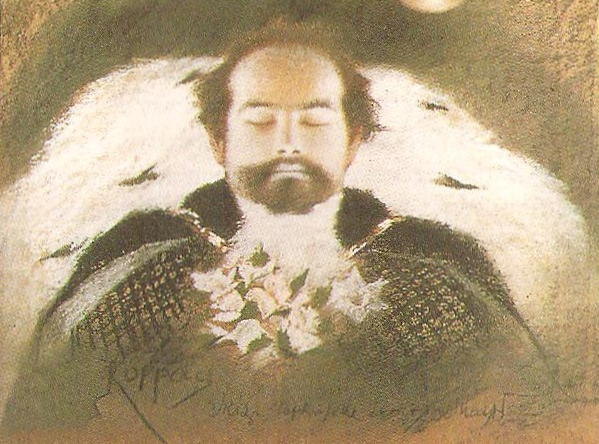
Ludwig II. auf dem Totenbett (Pastellbild von Josef Arpád Koppay)
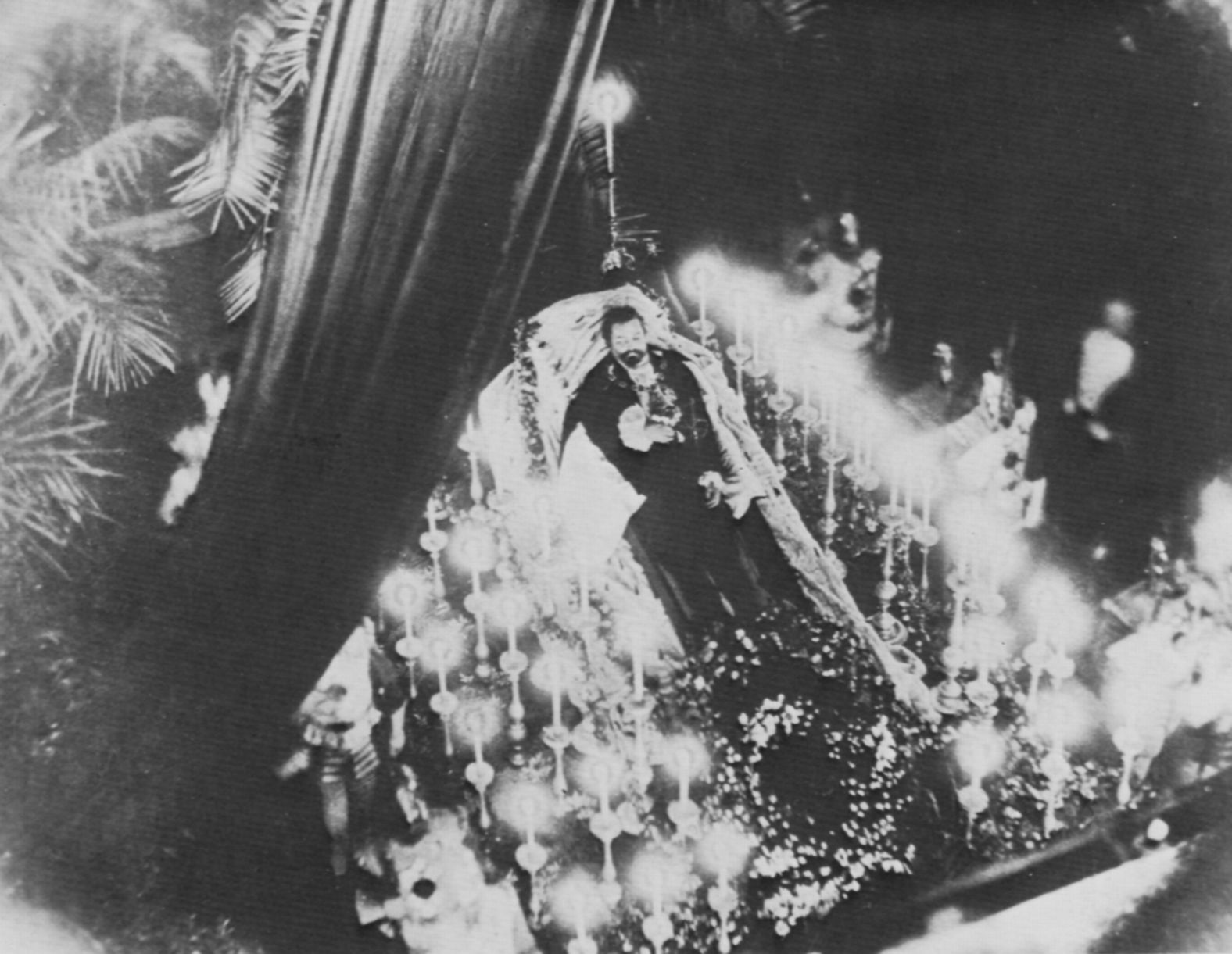
Der zwischen dem 16. und dem 18. Juni 1886 aufgebahrte Leichnam des Königs
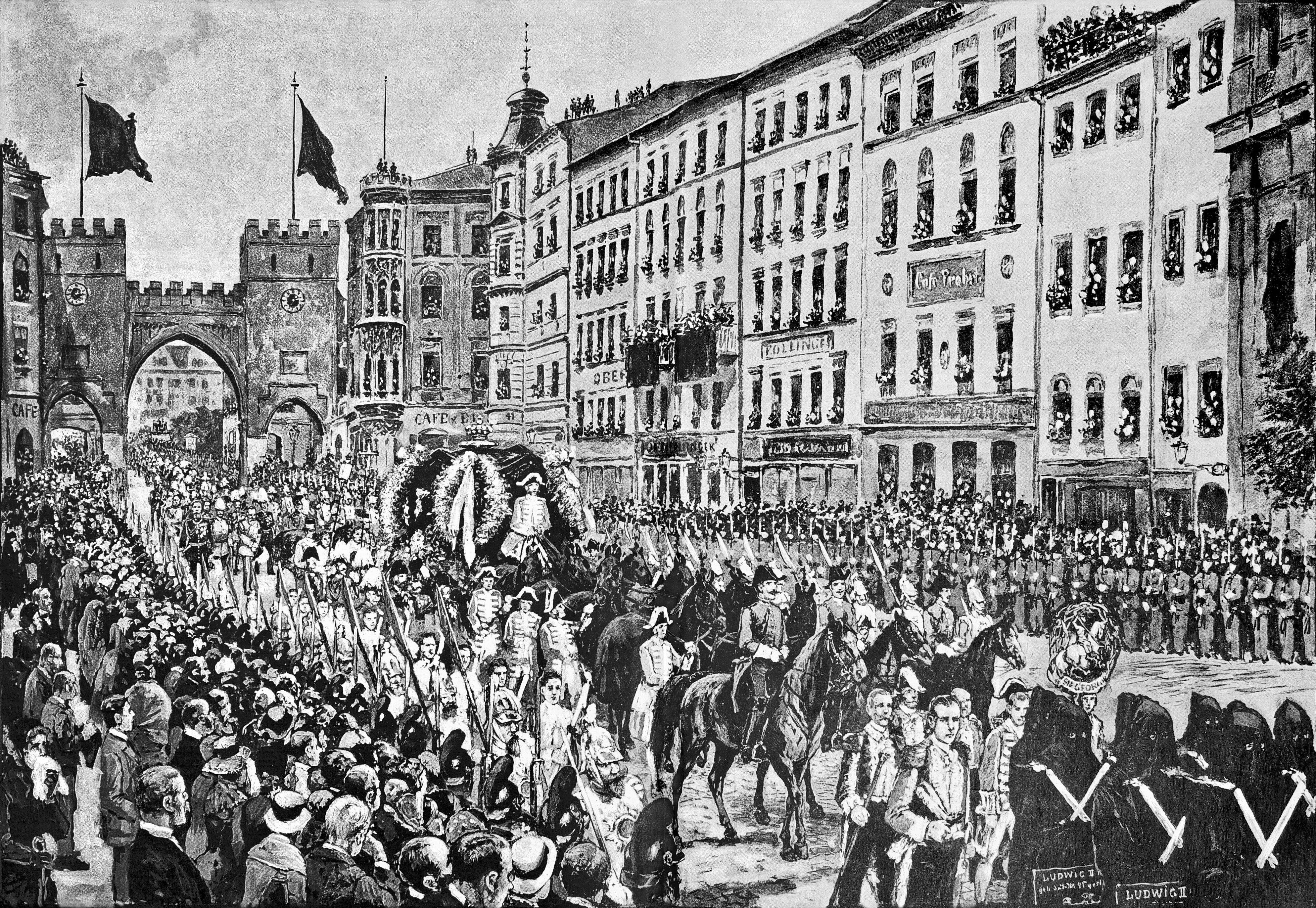
Leichenzug durch die Neuhauser Straße in München am 19. Juni 1886
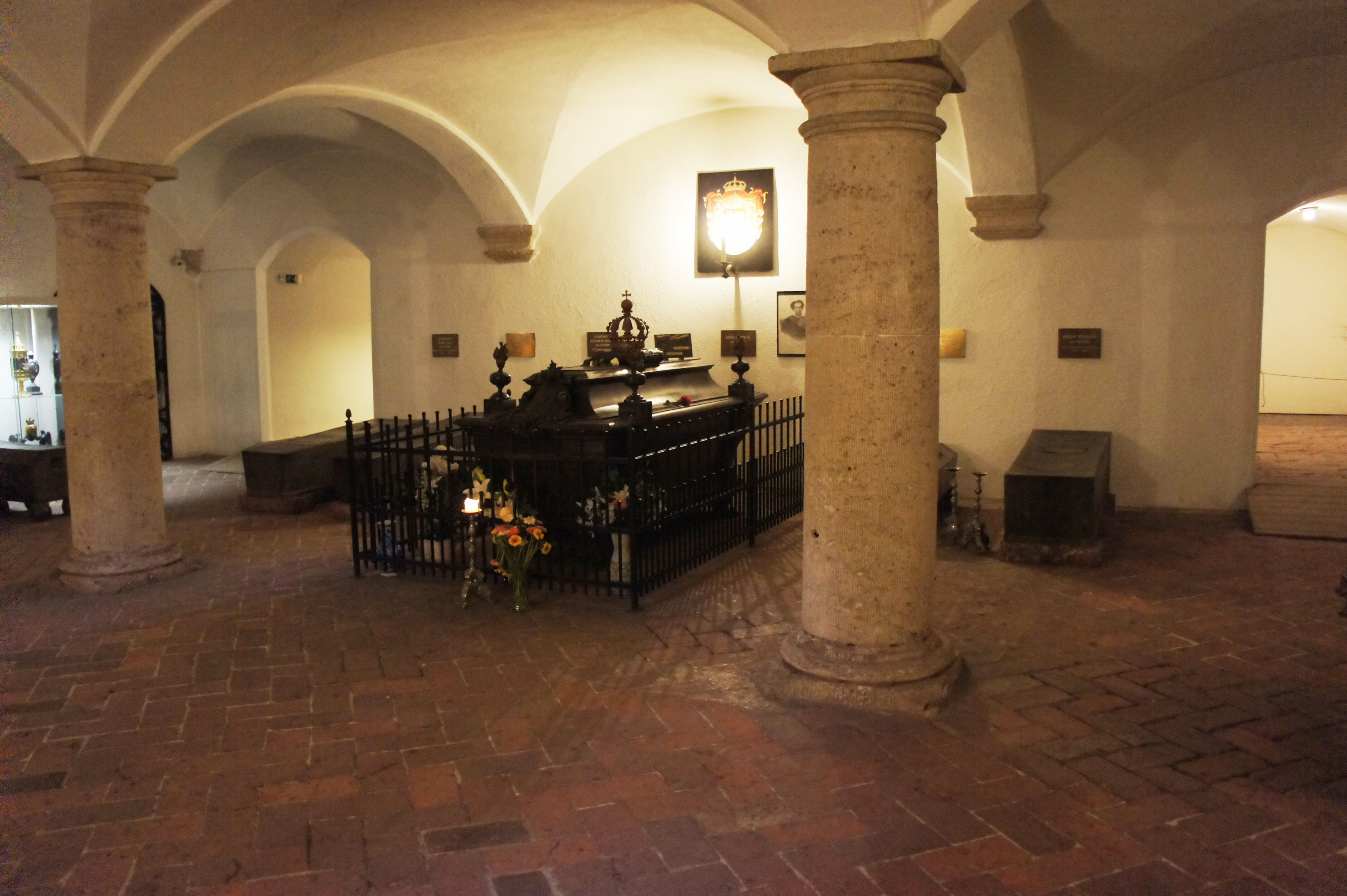
Sarkophag Ludwigs II. in der Gruft der Münchner St. Michaels-Kirche

## Orden
Als König von Bayern war Ludwig II. auch Großmeister der bayerischen Ritter- und Verdienstorden, von denen der Hubertusorden, der Georgsorden, der Militär-Max-Joseph-Orden und der Verdienstorden der Bayerischen Krone die höchsten waren.

## Schlösser

Die Schlösser König Ludwigs
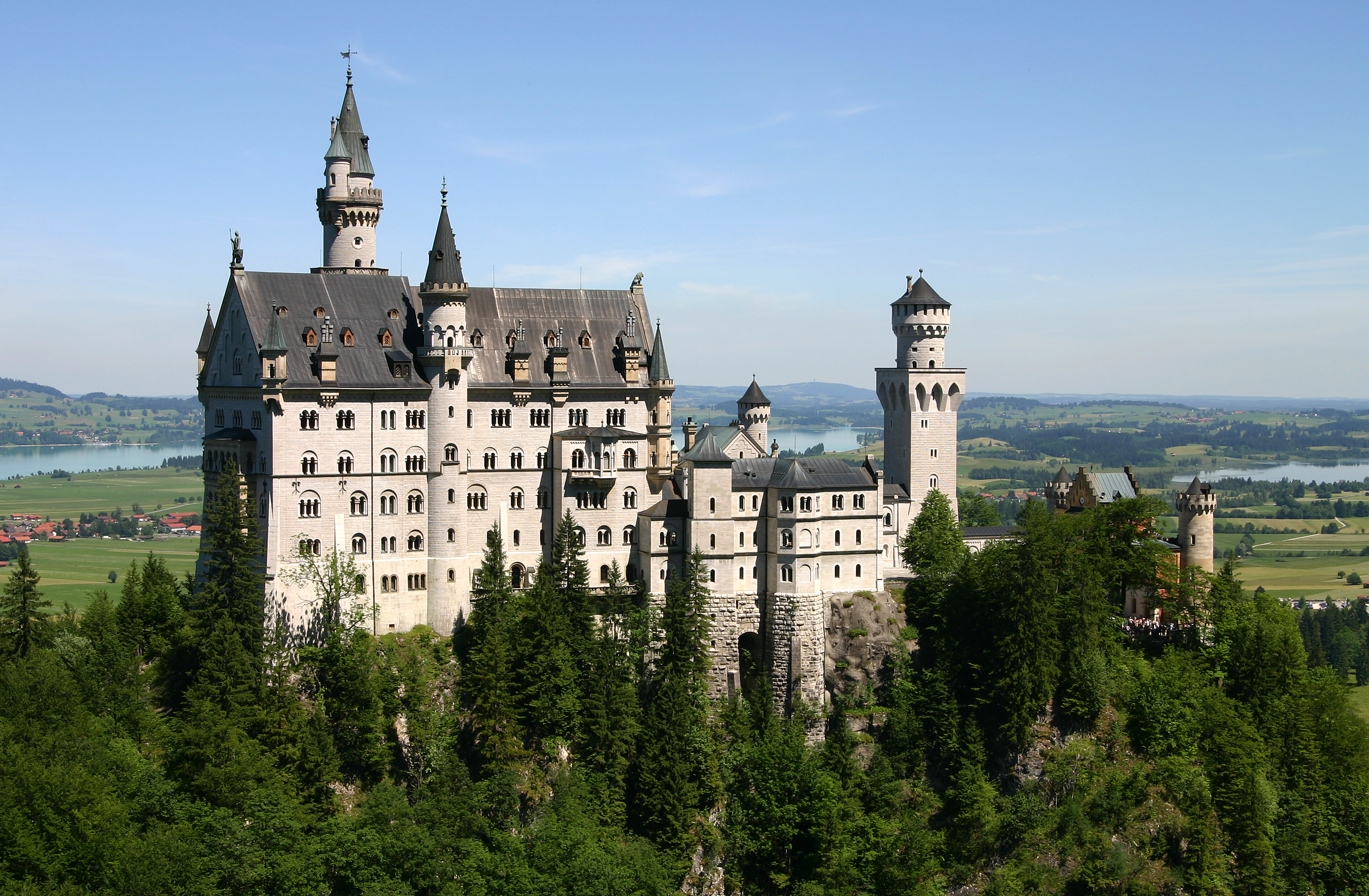
Schloss Neuschwanstein, Blick von Süden
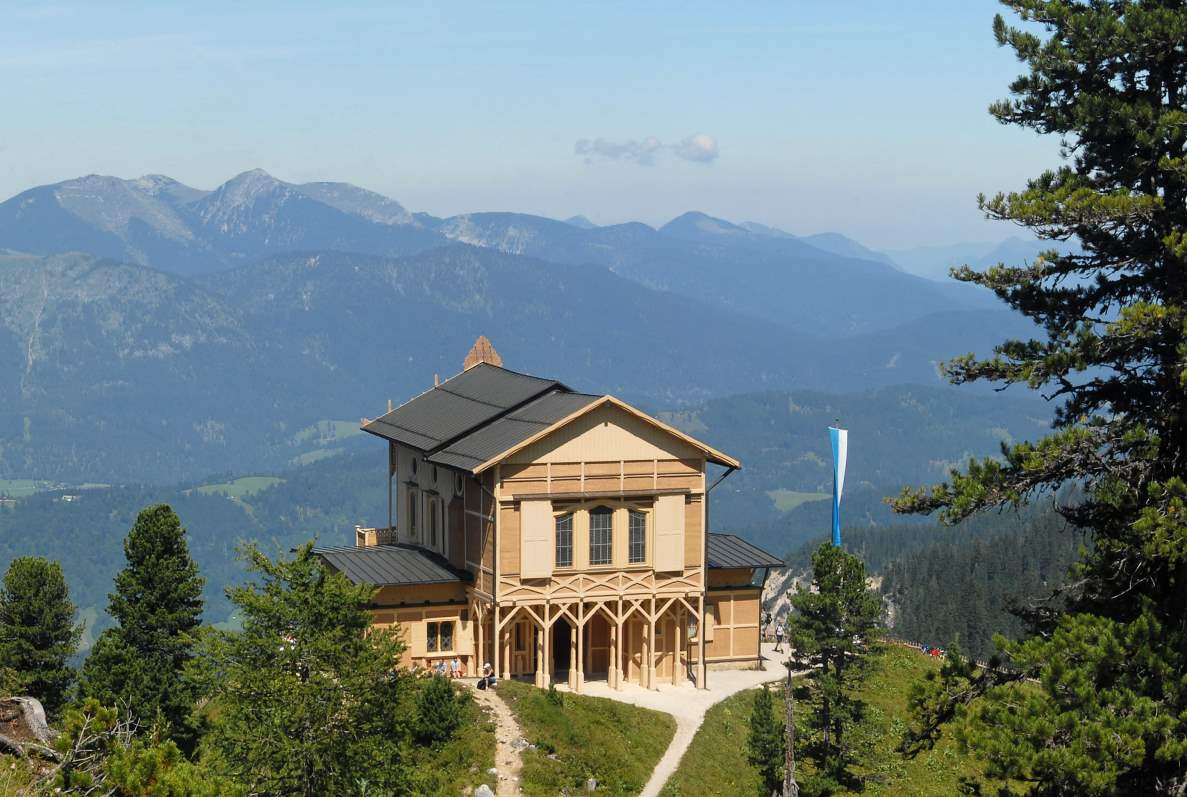
Königshaus am Schachen, Wettersteingebirge
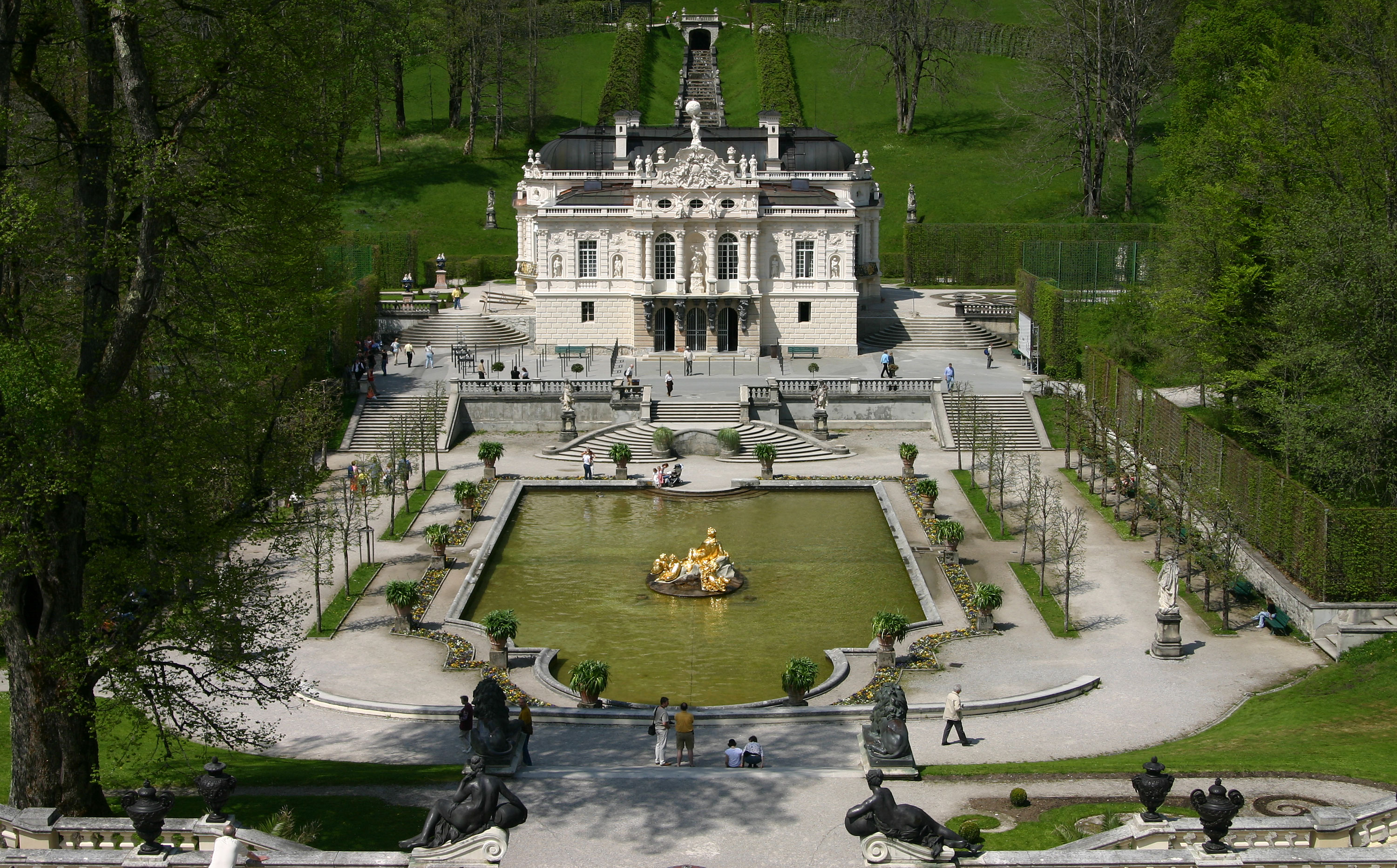
Schloss Linderhof
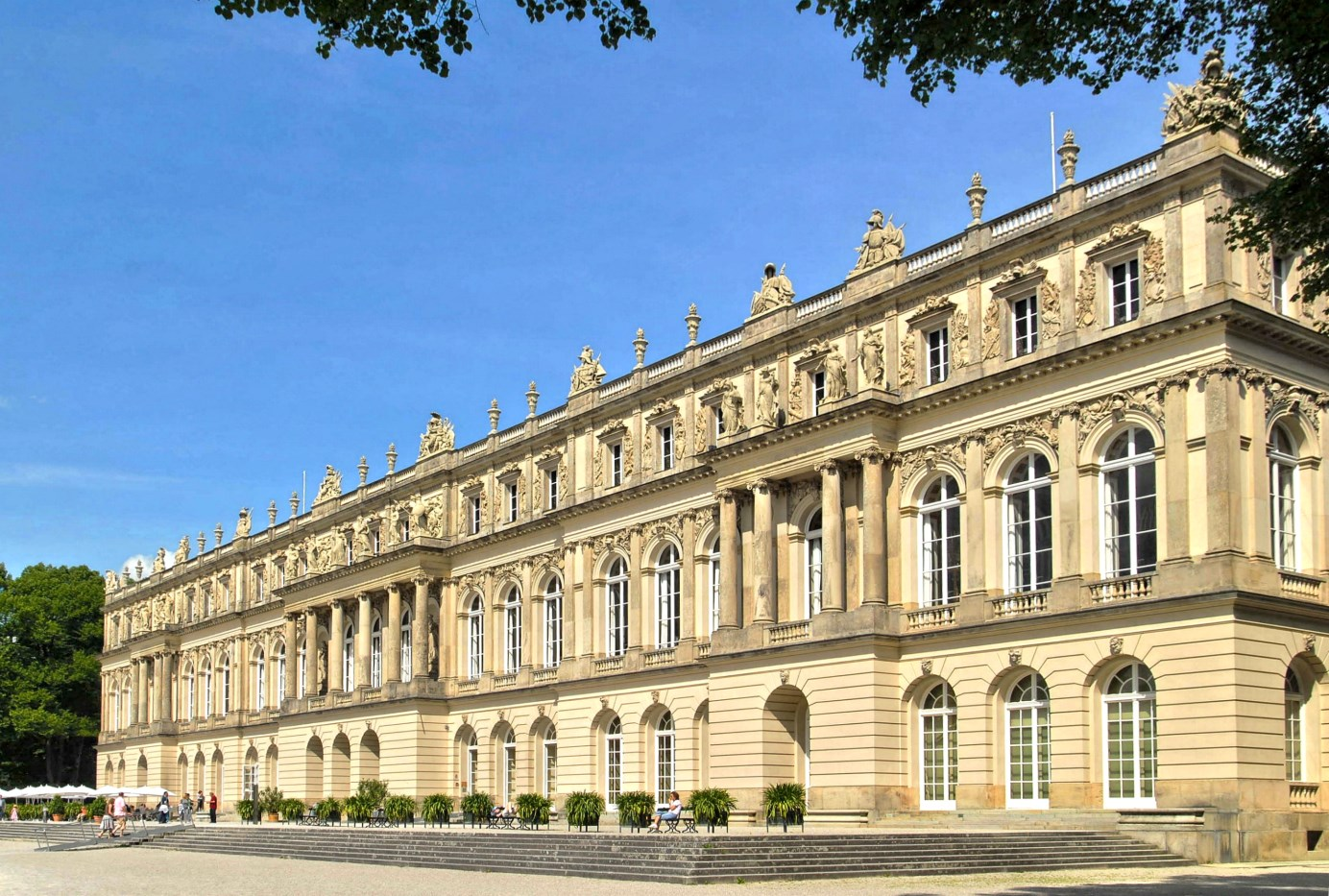
Herrenchiemsee, Gartenseite

Anregungen für die Architektur seiner Schlösser holte sich Ludwig auf seiner Reise im Juli 1867 in Paris und Schloss Pierrefonds sowie im August 1874 bei seiner Reise nach Schloss Versailles und Schloss Fontainebleau. Auch die Wartburg in Eisenach besuchte er 1867, die später als Vorbild für Neuschwanstein galt.
Durch den Tod seines 1848 abgedankten Großvaters Ludwig I. konnte der junge König ab März 1868 auch dessen Apanage einbehalten, wodurch ihm umfangreichere finanzielle Mittel zur Verfügung standen.

### Schloss Neuschwanstein
1868 entwarf König Ludwig in einem Brief an Richard Wagner seine Vorstellungen für eine neue Burg Hohenschwangau, das heutige Neuschwanstein. Sein Königlicher Hofbauintendant Eduard von Riedel hatte im Winter 1867/68 erste Grundrisse und Schnittzeichnungen angefertigt. Der Grundstein wurde am 5. September 1869 gelegt. 1884 wurde der Palas im Schloss Neuschwanstein fertiggestellt, das Ludwig zum bevorzugten Wohnsitz erwählen wollte. Er verbrachte allerdings nur 172 Nächte auf Schloss Neuschwanstein.

### Königshaus am Schachen
Auf dem Schachen im Wettersteingebirge ließ sich Ludwig von 1869 bis 1872 ein alpines Holzhaus, das Königshaus am Schachen, bauen. Ab Mitte der 1870er Jahre verbrachte Ludwig dort seine Geburtstage in der Abgeschiedenheit der Berge. Das schlicht gehaltene Gebäude beherbergt im ersten Stock den im orientalischen Stil gehaltenen Türkischen Saal. Als Vorlage diente Schloss Eyüp bei Istanbul, eine Residenz von Sultan Selim III.

### Schloss Linderhof
Von 1870 bis 1878 wurde Schloss Linderhof in mehreren Um- und Ausbauphasen anstelle des sogenannten Königshäuschens des Vaters Max II. erbaut. Schloss Linderhof ist das kleinste der drei von Ludwig II. erbauten Schlösser, aber auch das einzige, welches voll ausgebaut und auch länger von ihm bewohnt wurde. Zum Schloss gehört ein großer Park mit der bekannten Venusgrotte sowie zahlreichen weiteren Pavillons und anderen Kleinbauten. Weitere Großprojekte sollten ursprünglich ebenfalls in der Umgebung von Linderhof entstehen, wurden aber entweder nicht mehr verwirklicht (wie etwa ein chinesischer Sommerpalast) oder aus Platzgründen an anderen Orten ausgeführt (Schloss Herrenchiemsee).

### Schloss Herrenchiemsee
Am 26. September 1873 kaufte Ludwig die Herreninsel im Chiemsee, wo ab 21. Mai 1878 das Schloss Herrenchiemsee nach Ludwigs Vorstellungen als neues Schloss Versailles entstehen sollte. Von der geplanten Dreiflügelanlage wurde nur der Mitteltrakt fertig errichtet und weitgehend mit der geplanten Innenausstattung versehen. Der bereits im Rohbau vollendete Nordflügel wurde nach dem Tod des Königs wieder abgerissen. Wie schon in dem früher begonnenen Linderhof, steht auch Herrenchiemsee unter dem Zeichen des französischen Absolutismus´ von Louis XIV von Frankreich. Dies wurde in der Zeit des beginnenden Nationalismus, vor allem nach dessen Tod, keineswegs verstanden. Vielmehr bot es Anlass, Ludwigs Gesinnung als undeutsch und damit "abnorm" zu kritisieren. Für Ludwig jedoch hatte diese Hinwendung zu den Bourbonen eine verständliche Ursache. Bayerns Königtum war von Napoleon eingesetzt worden. Dagegen konnte Ludwig das religiös fundierte „sakrosankte Königtum“ Frankreichs durch seine „Taufgenealogie“ (Alexander Rauch, s. Lit.) für sich in Anspruch nehmen, nämlich über das Sakrament der Taufe. Ludwigs Taufpate war der Großvater Ludwig I. und der Pate bei dessen Taufe in Straßburg war wiederum der Bourbone Louis XVI. Dass diese Zusammenhänge damals nicht auf Verständnis fallen konnten, erklärt, dass Ludwig den Besuch der Schlösser untersagte.

### Weitere Pläne
1883 erwarb Ludwig die 1277 m hoch gelegene Ruine der Burg Falkenstein in der Nähe der Schlösser Neuschwanstein und Hohenschwangau. Der Theatermaler Christian Jank hatte ihm einen romantisierenden Entwurf einer gotischen Burg mit zahlreichen Zinnen und Türmen gezeichnet. Max Schultze arbeitete 1884 als Architekt einen Entwurf aus, der ein halbes Jahr vor Ludwigs Tod von Julius Hofmann überarbeitet wurde. Außer einer Straße und einer Wasserleitung zur Ruine wurde nichts mehr von den Plänen realisiert.
Im letzten Jahr vor seinem Tod erteilte Ludwig seinem Architekten Julius Hofmann einen weiteren Auftrag für ein chinesisches Sommerschloss. Es sollte vermutlich am Plansee in Tirol entstehen und war dem Pekinger Winterpalast nachempfunden. Das Vorhaben ging nicht über erste Grund- und Aufrisse, die dem König im Januar 1886 vorgelegt wurden, und eine detailliertere Planung im April 1886 hinaus. Ferner plante Ludwig den Bau eines großen byzantinischen Palastes in der Nähe von Linderhof.

### Appartements in Landshut und München
Ludwig II. ließ sich von 1869 bis 1873 im zweiten Obergeschoss des Fürstenbaues der Burg Trausnitz in Landshut prächtige Räume im Stil der Neorenaissance einrichten, die bei einem Brand 1961 untergingen.

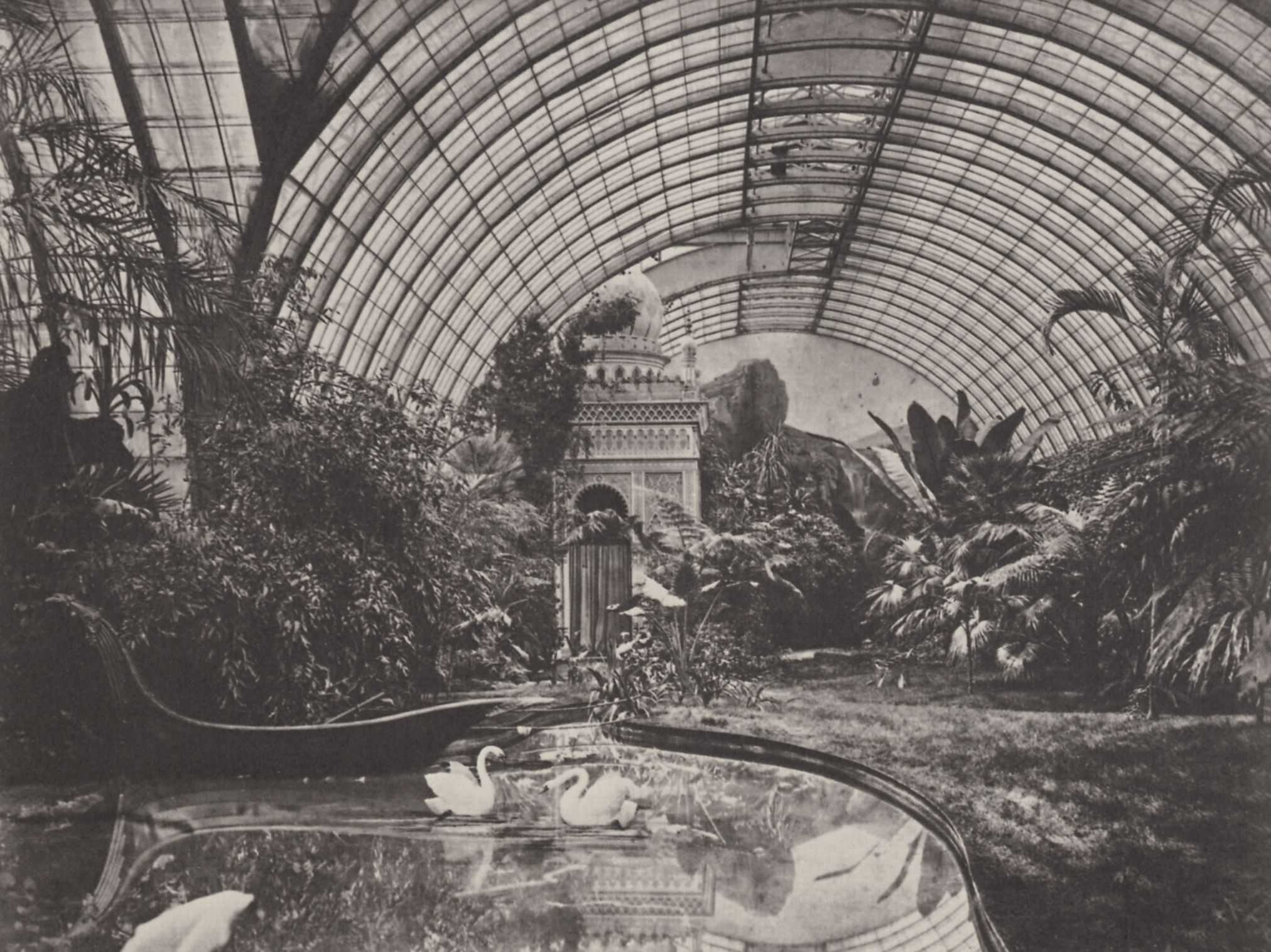
Wintergarten Ludwigs II. auf dem Dach der Münchner Residenz (um 1870, Fotografie von Joseph Albert)

Auch an der Münchner Residenz ließ Ludwig viele Veränderungen vornehmen, die jedoch seit dem Zweiten Weltkrieg nicht mehr erhalten sind. Zuerst gestaltete er seine Prinzenwohnung im Dachgeschoss des Nordwestpavillons des Festsaalbaues im Stil Ludwigs XIV. um. Zudem wurden für seine Verlobte Prinzessin Sophie in Bayern Räumlichkeiten in den Hofgartenzimmern hergerichtet, die sie allerdings nie bewohnen sollte, da die Verlobung zuvor aufgelöst wurde. Er setzte auch die Tradition seines Großvaters Ludwig I. fort, indem er über dem Theatinergang einen eigenen Gemäldezyklus von Wagners Ring-Tetralogie erstellen ließ. Um 1870 ließ der König über dem Nordwestflügel des Festsaalbaus einen großen Wintergarten durch den Hofgartendirektor Carl Effner und den Theatermaler Christian Jank errichten. Der Teich erwies sich aber als leck, sodass der Wintergarten nach Ludwigs Tod beseitigt wurde, weil das Wasser in die unteren Etagen eindrang.
Für seinen Geburtsort Schloss Nymphenburg hat sich Ludwig dagegen wenig interessiert, aber die zweite große Barockresidenz, das monumentale Neue Schloss Schleißheim, profitierte von der Bauleidenschaft des Königs: Nachdem zum Beispiel für Herrenchiemsee zahlreiche Attikafiguren gegossen worden waren, kamen die Gipsmodelle für diese Gussarbeiten in die Schleißheimer Arkaden. Carl Effner erbaute das Brunnhaus für die Wasserspiele im Park, den Ludwig nach historischen Vorlagen 1865–68 restaurieren ließ.

### Finanzierung
Die Bauprojekte Ludwigs wurden aus dem königlichen Privatvermögen finanziert und verursachten dort, in der sogenannten Kabinettskasse, erhebliche Defizite. Die ihm zur Verfügung stehende Zivilliste war auf jährlich 4,2 Millionen Gulden festgelegt. 1884 hatte er 7,5 Millionen Gulden Schulden, die durch Anleihen gedeckt werden mussten. Der König war schließlich mit einem „Jahresgehalt“ im Rückstand, und zum Weiterbau seiner Schlösser hätten 1887 noch etwa drei „Jahresgehälter“ (15 Millionen) gefehlt. Nach seinem Tod zahlte das Haus Wittelsbach bis 1902 alle durch König Ludwigs Bautätigkeit angefallenen Schulden vollständig an die Gläubigerbanken zurück.

## Historische Bedeutung

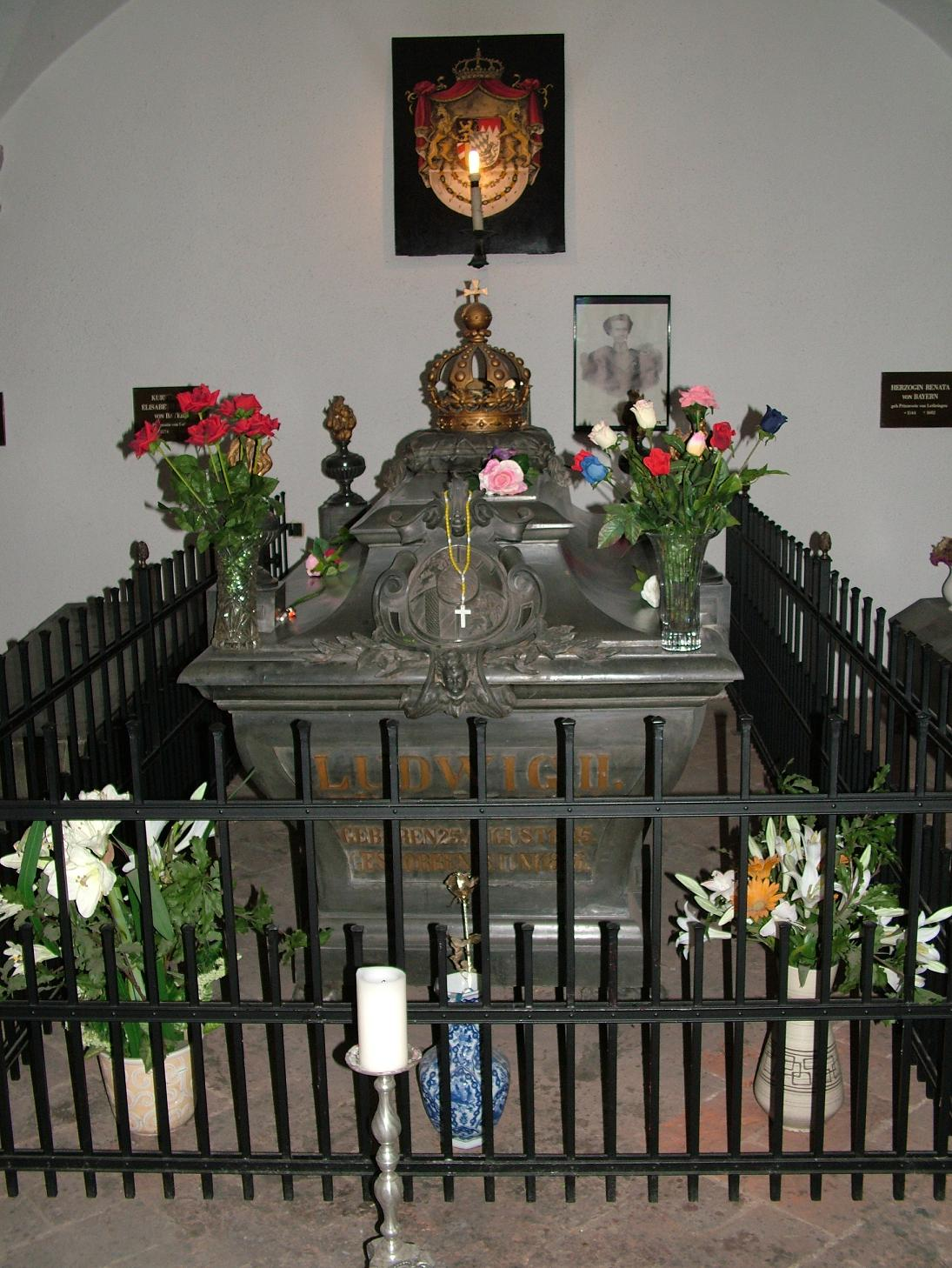
Blumenschmuck am Sarkophag

Ludwig II. war ein Monarch, der nach einem mystisch geprägten Idealbild eines christlichen Königtums strebte. Er zog sich in Traumwelten zurück und setzte mit erheblichem finanziellem Aufwand durch, dass Teile davon auch architektonische Gestalt annahmen. Ähnlich motiviert war sein Engagement für das Theater und die Oper. Das drückte sich vor allem in seiner Förderung Richard Wagners aus und in der Einrichtung der Richard-Wagner-Festspiele im Bayreuther Festspielhaus. Damit nahm er bedeutenden Einfluss auf die kulturelle Entwicklung Deutschlands im späten 19. Jahrhundert. Die Künstler dankten ihm das schon zu Lebzeiten, Anton Bruckner etwa widmete ihm 1883 seine 7. Symphonie. Die Königsschlösser, die er errichten ließ, waren für den bayerischen Staat damals ohne Nutzen und finanziell eine große Belastung, heute sind Herrenchiemsee, Neuschwanstein und Linderhof die bedeutendsten touristischen Anziehungspunkte in Bayern. Sie wurden nach seinem Tod schon bald zur öffentlichen Besichtigung freigegeben.
Daneben förderte Ludwig II. mit seinen Schlossbauten Kunst und Handwerk. Die Gartenanlagen der Schlösser Herrenchiemsee und Linderhof wurden durch den Hofgartendirektor Carl von Effner gestaltet.
Eine Besonderheit stellt die Pferdegalerie dar, die im Auftrag Ludwigs II. von Friedrich Wilhelm Pfeiffer geschaffen wurde. 26 Porträts der königlichen „Leibreitpferde“ dokumentieren die Begeisterung für den Reitsport und die besondere Beziehung des Königs zu diesen Tieren.
Trotz aller Romantik tat sich Ludwig II. auch auf dem Gebiet der Förderung neuer Technologien hervor.
1867 besuchte er mit seinem Großvater König Ludwig I. die Pariser Weltausstellung. 1868 gründete er die „Polytechnische Schule München“ mit Hochschulstatus, die heutige Technische Universität München und zahlreiche wissenschaftliche Institute.
Von den Museen Bayerns gehen das Architekturmuseum der Technischen Universität München, die bedeutendste Sammlung ihrer Art in Deutschland, und das Bayerische Armeemuseum auf Ludwig zurück.
Sein Interesse für Fototechnik zeigte sich in der Tatsache, dass er sich in Schloss Hohenschwangau ein Fotolabor einrichten ließ. Daneben förderte er die Drucktechnik, indem er die Erfindung des Lichtdrucks durch Joseph Albert finanzierte. Das weltweit erste Elektrizitätswerk mit einer Dynamomaschine stand in Schloss Linderhof. Sein sogenannter Nymphenschlitten gilt als das erste elektrisch beleuchtete Fahrzeug der Welt. Auf dem Gebiet der Chemie wurde auf seinen Befehl hin der Farbstoff Indigo erstmals künstlich entwickelt.
In Ludwigs Schlössern wurden bereits Stahlbau und Elektrizität eingesetzt. Es gab Zentralheizung, Telefon, beheizbare Bassins, elektrische Rufanlagen für die Dienerschaft, Wasserklosetts sowie Aufzüge, und in der Venusgrotte von Schloss Linderhof stand eine Wellenmaschine zur Verfügung. Zur Entwicklung und Erprobung der Flugtechnik wurden finanzielle Mittel bereitgestellt.
Seine technische Verspieltheit drückte sich auch in dem Entwurf eines Flugwagens in Pfauenform aus. Mit ihm wollte er über den Alpsee vor seinem Schloss schweben. Der Flugwagen mit einem Ballon darüber sollte, mittels eines Seiles, von einer Dampfmaschine gezogen werden.
Der Ludwig-II.-Experte Jean Louis Schlim bescheinigt dem König starke Technikbegeisterung, allerdings nicht um der Technik willen, sondern zur Verwirklichung seiner Träume.

## Ahnentafel
| Ahnentafel König Ludwig II.             | Ahnentafel König Ludwig II.                                                                                              | Ahnentafel König Ludwig II.                                                                                               | Ahnentafel König Ludwig II. | Ahnentafel König Ludwig II.                                                                                           | Ahnentafel König Ludwig II.                                                                                             | Ahnentafel König Ludwig II.                                                                                      | Ahnentafel König Ludwig II.                                                                              | Ahnentafel König Ludwig II.                                                                                      |
| --------------------------------------- | --- | --- | --- | --- | --- | --- | --- | --- |
| Ururgroßeltern                          | Herzog Friedrich Michael von Pfalz-Birkenfeld (1724–1767) ⚭ 1746 Maria Franziska Dorothea von Pfalz-Sulzbach (1724–1794) | Georg Wilhelm von Hessen-Darmstadt (1722–1782) ⚭ 1748 Maria Luise Albertine von Leiningen-Dagsburg-Falkenburg (1729–1818) | Herzog Ernst Friedrich III. Carl von Sachsen-Hildburghausen (1727–1780) ⚭ 1758 Ernestine von Sachsen-Weimar Eisenach (1740–1786) | Großherzog Karl zu Mecklenburg-Strelitz (1741–1816) ⚭ 1768 Friederike Caroline Luise von Hessen-Darmstadt (1752–1782) | August Wilhelm von Preußen, Prinz von Preußen (1722–1758) ⚭ 1742 Luise Amalie von Braunschweig-Wolfenbüttel (1722–1780) | Landgraf Ludwig IX. von Hessen-Darmstadt (1719–1790) ⚭ 1741 Henriette Karoline von Pfalz-Zweibrücken (1721–1774) | Landgraf Friedrich IV. von Hessen-Homburg (1724–1751) ⚭ 1746 Ulrike Luise zu Solms-Braunfels (1731–1792) | Landgraf Ludwig IX. von Hessen-Darmstadt (1719–1790) ⚭ 1741 Henriette Karoline von Pfalz-Zweibrücken (1721–1774) |
| Urgroßeltern                            | König Maximilian I. Joseph (1756–1825) ⚭ 1785 Auguste Wilhelmine von Hessen-Darmstadt (1765–1796)                        | König Maximilian I. Joseph (1756–1825) ⚭ 1785 Auguste Wilhelmine von Hessen-Darmstadt (1765–1796)                         | Herzog Friedrich von Sachsen-Altenburg (1763–1834) ⚭ 1785 Charlotte von Mecklenburg-Strelitz (1769–1818)                         | Herzog Friedrich von Sachsen-Altenburg (1763–1834) ⚭ 1785 Charlotte von Mecklenburg-Strelitz (1769–1818)              | König Friedrich Wilhelm II. von Preußen (1744–1797) ⚭ 1769 Friederike von Hessen-Darmstadt (1751–1805)                  | König Friedrich Wilhelm II. von Preußen (1744–1797) ⚭ 1769 Friederike von Hessen-Darmstadt (1751–1805)           | Landgraf Friedrich V. von Hessen–Homburg (1748–1820) ⚭ 1768 Karoline von Hessen-Darmstadt (1746–1821)    | Landgraf Friedrich V. von Hessen–Homburg (1748–1820) ⚭ 1768 Karoline von Hessen-Darmstadt (1746–1821)            |
| Großeltern                              | König Ludwig I. (1786–1868) ⚭ 1810 Therese von Sachsen-Hildburghausen (1792–1854)                                        | König Ludwig I. (1786–1868) ⚭ 1810 Therese von Sachsen-Hildburghausen (1792–1854)                                         | König Ludwig I. (1786–1868) ⚭ 1810 Therese von Sachsen-Hildburghausen (1792–1854)                                                | König Ludwig I. (1786–1868) ⚭ 1810 Therese von Sachsen-Hildburghausen (1792–1854)                                     | Wilhelm von Preußen (1783–1851) ⚭ 1804 Marianne von Hessen-Homburg (1785–1846)                                          | Wilhelm von Preußen (1783–1851) ⚭ 1804 Marianne von Hessen-Homburg (1785–1846)                                   | Wilhelm von Preußen (1783–1851) ⚭ 1804 Marianne von Hessen-Homburg (1785–1846)                           | Wilhelm von Preußen (1783–1851) ⚭ 1804 Marianne von Hessen-Homburg (1785–1846)                                   |
| Eltern                                  | König Maximilian II. Joseph (1811–1864) ⚭ 1842 Marie von Preußen (1825–1889)                                             | König Maximilian II. Joseph (1811–1864) ⚭ 1842 Marie von Preußen (1825–1889)                                              | König Maximilian II. Joseph (1811–1864) ⚭ 1842 Marie von Preußen (1825–1889)                                                     | König Maximilian II. Joseph (1811–1864) ⚭ 1842 Marie von Preußen (1825–1889)                                          | König Maximilian II. Joseph (1811–1864) ⚭ 1842 Marie von Preußen (1825–1889)                                            | König Maximilian II. Joseph (1811–1864) ⚭ 1842 Marie von Preußen (1825–1889)                                     | König Maximilian II. Joseph (1811–1864) ⚭ 1842 Marie von Preußen (1825–1889)                             | König Maximilian II. Joseph (1811–1864) ⚭ 1842 Marie von Preußen (1825–1889)                                     |
| König Ludwig II. von Bayern (1845–1886) | | | | | | | | |

## Rezeption

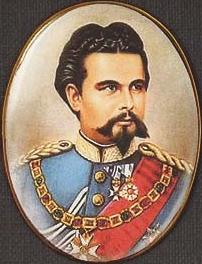
Populäre Ludwig-Darstellung von Piloty

Ausgangs des 19. Jahrhunderts galt Ludwig II. einem Autor wie dem Italiener Gabriele D’Annunzio in dem Roman Le vergini delle rocce in beispielhafter Erwähnung als eine Personifikation des Fin de siècle in Anbetracht der Schwermut und mutmaßlichen Arroganz des Königs. Er sei ein wahrer König, doch nur der König seiner Träume: „[…] Luigi di Baviera è veramente un Re, ma Re di sé medesimo e del suo sogno.“
Zehn Jahre nach Ludwigs Tod wurde auf Betreiben des Prinzregenten Luitpold oberhalb des Todesortes mit dem Bau einer Votivkapelle im frühromanischen Stil begonnen, die 1900 geweiht wurde.
König Ludwig II. gilt vielen Bayern als der „Kini“ (bairisch für „König“) schlechthin und als Inbegriff der „guten alten Zeit“. Zahlreiche Lieder ranken sich um sein Leben und seinen Tod. Bis heute gibt es aktive Ludwig-II.-Vereine in ganz Bayern (einschließlich Franken und Schwaben), die im Verband der Königstreuen in Bayern zusammengeschlossen sind und regelmäßig Patriotentreffen abhalten und an die Ermordung des Königs glauben. Ein bekannter Verein ist der Geheimbund der sogenannten Guglmänner.
Die geradezu grenzenlose Verehrung, die der König jedoch nicht nur im „einfachen Volk“, sondern auch bei Kulturrepräsentanten und in allen Gesellschaftsschichten genoss, kommt in der Präambel zu Michael Georg Conrads Romanbiographie Majestät von 1902 zum Ausdruck. Hier heißt es:

„Eines Königs Majestät in tiefer Einsamkeit, einer jungfräulichen Künstlerseele im Purpur, eines deutschen Fürsten strahlender Aufstieg und jähes Ende in Bitternis und Elend!
Wem wäre die Erinnerung daran geschwunden? Wem entschwände sie je? Wer wüßte nicht von diesem schmerzensreichen Schicksal in Alter und Neuer Welt? Wer hätte es nicht, jeder in seiner Weise, nacherlebt, vom freiesten Menschen bis zum gebundensten Tagelöhner? Wer empfände nicht seine Not und seine Größe? Er ist einer von den ewigherrlichen Leid- und Todgeweihten, die den Traum der Schönheit ein rätselvolles Leben lang durchträumt und mit dem Leben selbst das bittersüße Glück des Traumes bezahlt.
In der Passionsgeschichte der Könige wie in der goldenen Chronik der Künstler steht sein Name eingezeichnet. Ein Märtyrer der Majestät in Sonnenhöhen, eine gequälte Seele im Rausch des Ideals, ein Stern, verschlungen von der Zeiten Unrast und Gemeingewöhnlichkeit.
Das verleiht dem Problem seines flüchtigen Lebens jene Heiligkeit und Bedeutung, die unzerstörbar im kritischen Wandel der Zeiten, der Geschlechter.
Unverwelklicher Ruhm umblüht seinen Namen.
Denn es ist der Name eines Siegers. Mit seinem leiblichen Tode ist er eingetreten in den Strahlenreigen der Weltüberwinder. Immerdar wird sein Geist wiederkehren, Verheißung und Siegel der triumphierenden Schönheit. Geadelt und selig gesprochen durch ihn sind alle höheren Menschen, die auf Erden leiden. Jedem Mute zum Ungewöhnlichen gibt er die Weihe.
Seht, schon beginnt der Dornenkranz, der seine Krone umflicht, sich mit Rosen zu schmücken!“

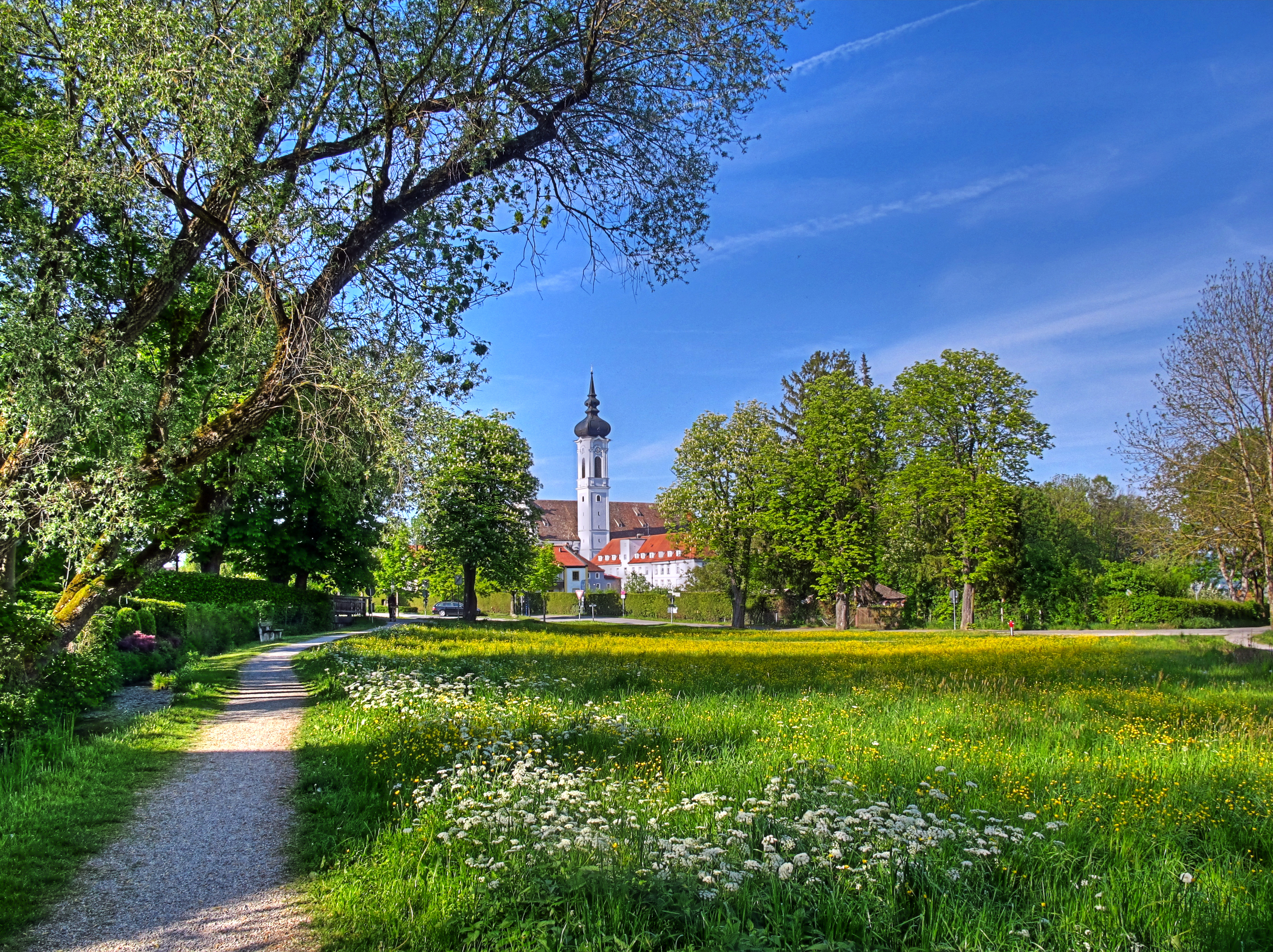
König-Ludwig-Weg bei Dießen

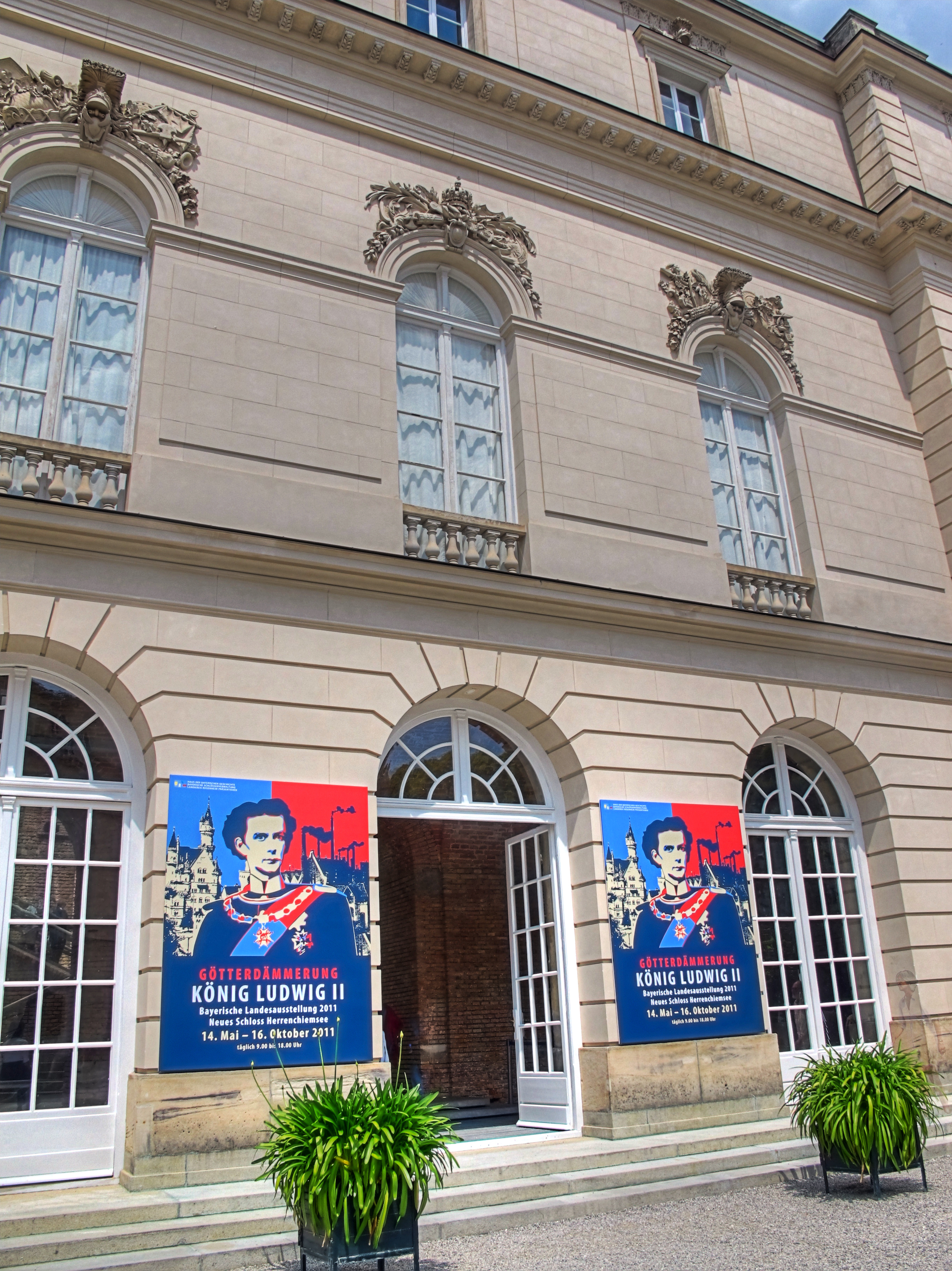
Landesausstellung 2011, Schloss Herrenchiemsee

In der südbayerischen Region Pfaffenwinkel führt der König-Ludwig-Fernwanderweg von Berg am Starnberger See, beim Gedenkkreuz beginnend, über Herrsching am Ammersee, Andechs, Dießen, Wessobrunn, Hohenschwangau bis nach Füssen.
Die Bayerische Landesausstellung 2011 widmete sich vom 13. Mai bis zum 16. Oktober unter dem Motto Götterdämmerung: König Ludwig II. und seine Zeit im Schloss Herrenchiemsee dem bayerischen König und erregte mit rund 570.000 Besuchern ein ungewöhnlich hohes Publikumsinteresse.
Aus der Fülle künstlerischer Annäherungen ist im Folgenden eine Auswahl wiedergegeben:

### Schriftwerke
- Zu Karl Mays Frühwerk zählt der zwischen 1886 und 1888 entstandene mehrbändige Kolportageroman Der Weg zum Glück. Eine oberbayrische Geschichte aus dem Leben Ludwigs II. Es war das letzte seiner bei H. G. Münchmeyer verlegten Werke.
- Die zeitgenössische Schriftstellerin Philomene Hartl-Mitius schrieb über Ludwig II in ihren Jugenderinnerungen. (In: Anny Wothe (Hrsg.): Selbsterlebtes. Aus den Werkstätten deutscher Poesie und Kunst. Verlag von L. v. Vangerow, Bremerhaven/Leipzig 1904, S. 90–93.)
- Die Schriftstellerin Hedwig Courts-Mahler veröffentlichte im Jahr 1911 den Roman König Ludwig und sein Schützling, worin der gönnerhafte König als Förderer eines armen Mädchens dargestellt wird, das schließlich zur gefeierten Sängerin avanciert (Dietrichs Bibliothek für die reifere Jugend und deren Freunde, Dietrich Verlag, Dresden 1911).
- Der deutsche Schriftsteller Armin Kratzert gab im Jahr 2002 eine Verserzählung unter dem Titel: König Ludwig Love Sensation. The Neuschwanstein Tapes heraus.[72]
- Die japanische Manga-Zeichnerin You Higuri veröffentlichte zwischen 1996 und 1998 ein dreibändiges Werk über das Leben Ludwigs II (ルートヴィヒII世 / Ludwig II Sei), worin nach Art eines historischen Romans gesicherte Tatsachen und Fiktion miteinander verwoben sind. Von diesem Manga ist 2004 auch eine von Burkhard Höfler erstellte Übersetzung ins Deutsche erschienen[73]; es gibt ferner eine französische Ausgabe.[74]
- Der deutsche Autor und Grafikdesigner Miguel Robitzky veröffentlichte im Jahr 2021 die Graphic Novel Mein Leben unter Ludwig II.: Memoiren eines Leibreitpferdes.[75]

### Bühnen- und Filmwerke
- Mehrfach war das Leben König Ludwigs II. Thema von Spielfilmen. Bereits 1913 entstand der Film Ludwig II. von Bayern mit Ferdinand Bonn in der Hauptrolle. Diesen Film sah sogar sein Nachfolger Ludwig III.[76] 1930 drehte Wilhelm Dieterle Ludwig der Zweite, König von Bayern und verkörperte selbst die Titelrolle. 1955 entstand unter der Regie von Helmut Käutner der Film Ludwig II. – Glanz und Ende eines Königs mit O. W. Fischer in der Hauptrolle. Internationale Beachtung fand der Film Ludwig von Luchino Visconti mit Helmut Berger in der Titelrolle aus dem Jahr 1973. Im selben Jahr erschienen von Hans-Jürgen Syberberg Ludwig – Requiem für einen jungfräulichen König mit Harry Baer als Ludwig II., dazu (mit Walter Sedlmayr in der Hauptrolle) der Film Th. Hierneis oder: wie man ehem. Hofkoch wird, in dem das Leben am Hof des Königs dargestellt wird, ebenfalls von Syberberg. 2012 folgte Marie Noëlles und Peter Sehrs Ludwig II. mit Sabin Tambrea als jungem Regenten und Sebastian Schipper als gealtertem Ludwig.
- Der Choreograph John Neumeier schuf 1976 an der Hamburgischen Staatsoper das Ballett Illusionen – wie Schwanensee, in dem er Beziehungen zwischen Ludwig II., dem Lohengrin-Schwan und Pjotr Iljitsch Tschaikowski herstellte, dessen Musik zum Ballett Schwanensee er verwendete.

### Musik
- Das Musical Ludwig II. – Sehnsucht nach dem Paradies von Franz Hummel wurde vom 7. April 2000 bis zum 31. Dezember 2003 in rund 1.500 Vorstellungen im eigens hierfür neu errichteten Füssener Musical Theater Neuschwanstein (heute: Festspielhaus Neuschwanstein) vor insgesamt 1,5 Mio. Menschen aufgeführt. Später wurde es auch in München und (in überarbeiteter Form) in Regensburg inszeniert.
- Am 11. März 2005 feierte im selben Füssener Festspielhaus ein weiteres Musical über den bayerischen König, Ludwig², in der Inszenierung eines internationalen Teams seine Uraufführung; das Stück thematisiert insbesondere die Kindheit Ludwigs.
- Die mit experimenteller Musik arbeitende amerikanische Gruppe Matmos brachte im Jahr 2006 als Track 10 ihres Albums „The Rose Has Teeth In The Mouth Of A Beast“ den Song Banquet For King Ludwig II Of Bavaria heraus.[77]
- Die britische Heavy-Metal-Band That Fucking Tank veröffentlichte im Jahr 2009 in ihrem Album Tanknology als vorletzten Titel: Ludwig II of Bavaria.
- Im Jahr 2010 veröffentlichte die deutsche Power-Metal-Band Freedom Call ein Album unter dem Titel: Legend of the Shadowking (Legende des Schattenkönigs, womit Ludwig II gemeint ist).

## Tagebuch-Aufzeichnungen

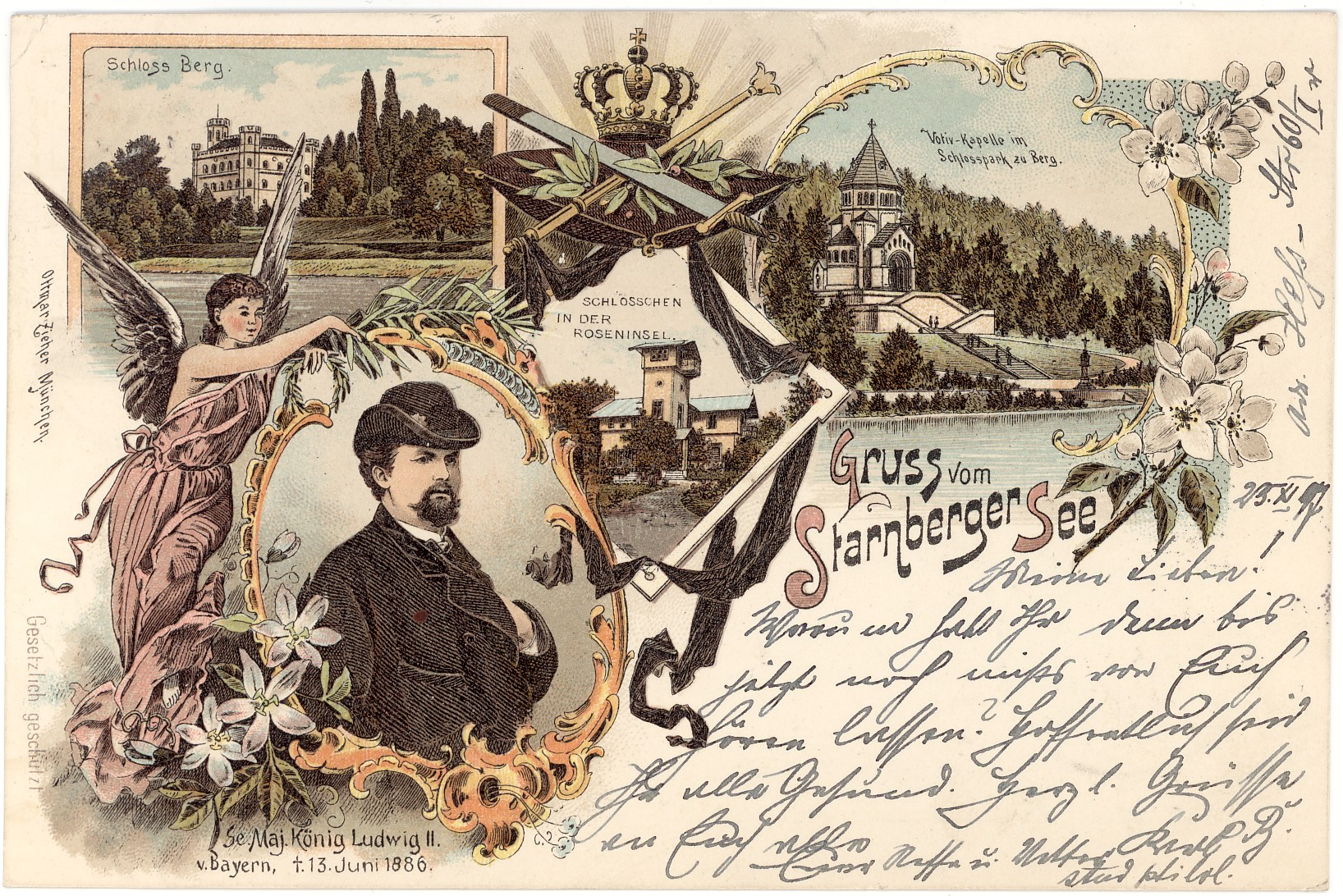
Postkarte, 1896

- Edir Grein (Hrsg.): Tagebuch-Aufzeichnungen von Ludwig II. König von Bayern. Verlag Rupert Quaderer, Schaan/Liechtenstein 1925 (Edir Grein ist ein Pseudonym für Erwin Riedinger, den Stiefsohn des bayerischen Ministerpräsidenten Johann von Lutz.) Das Werk enthält folgende Dokumente:
  - I. Tagebuch-Auszüge (Dez. 1869–Dez. 1885);
  - II. Tagebuch-Auszüge (1886);
  - Briefwechsel über die Finanzlage des Königs;
  - Ärztliches Gutachten über den Geisteszustand Seiner Majestät des Königs Ludwig II. von Bayern (München, den 8. Juni 1886, unterzeichnet von den folgenden vier Personen: von Gudden, k. Obermedizinalrath; Dr. Hagen, k. Hofrath; Dr. Grashey, k. Universitätsprofessor; Dr. Hubrich, k. Direktor);
  - Sektionsbefund der Leiche des Königs von Obermedizinalrat Dr. Kerschensteiner (München, den 20. Juni 1886).

Laut Wilfrid Blunt erfolgte die Publikation der Tagebuch-Auszüge auf Grundlage von Abschriften ausgewählter Stellen von zwei Tagebüchern Ludwigs, die Johann von Lutz erstellte, als er auf der Suche nach einem Beweis für Ludwigs Unfähigkeit zu Regieren war. Um in den Besitz der Tagebücher zu kommen, hatte er vermutlich einen königlichen Diener bestochen. Die Abschriften hätten später im Geheimen Staatsarchiv aufbewahrt werden sollen, wurden von Lutz jedoch zurückbehalten, als er sein Amt aufgab. So gelangten sie in den Besitz von Lutz' Stiefsohn Erwin Riedinger. Einige Fachleute zweifeln die Genauigkeit der Abschriften an; diese Frage kann allerdings nicht geklärt werden, weil die Originale eines Teiles der Tagebücher während des Zweiten Weltkriegs verbrannt sind. Manche nehmen an, Lutz habe die Abschriften absichtlich zurückbehalten, weil ein Vergleich mit den echten Tagebüchern ihn in schlechten Ruf gebracht hätte.